# Резиденція митрополитів Буковини і Далмації
Резиде́нція митрополи́тів Букови́ни і Далма́ції — пам'ятка архітектури, розташована у місті Чернівці. Комплекс збудований у 1864—1882 роках. Архітектор — Йозеф Главка. Після Другої світової війни його будівлі використовує Чернівецький національний університет імені Юрія Федьковича.
З 24 серпня 1963 року є пам'яткою архітектури національного значення (ох. № 778/0).
28 червня 2011 року на 35-й сесії комітету ЮНЕСКО архітектурний ансамбль резиденції (англ. Residence of Bukovinian and Dalmatian Metropolitans) включили до списку Світової спадщини.,
За підсумками загальнонаціональної акції «Сім чудес України: замки, фортеці, палаци» 2010—2011 року, митрополича резиденція потрапила до першої сімки.

## Історія пам'ятки

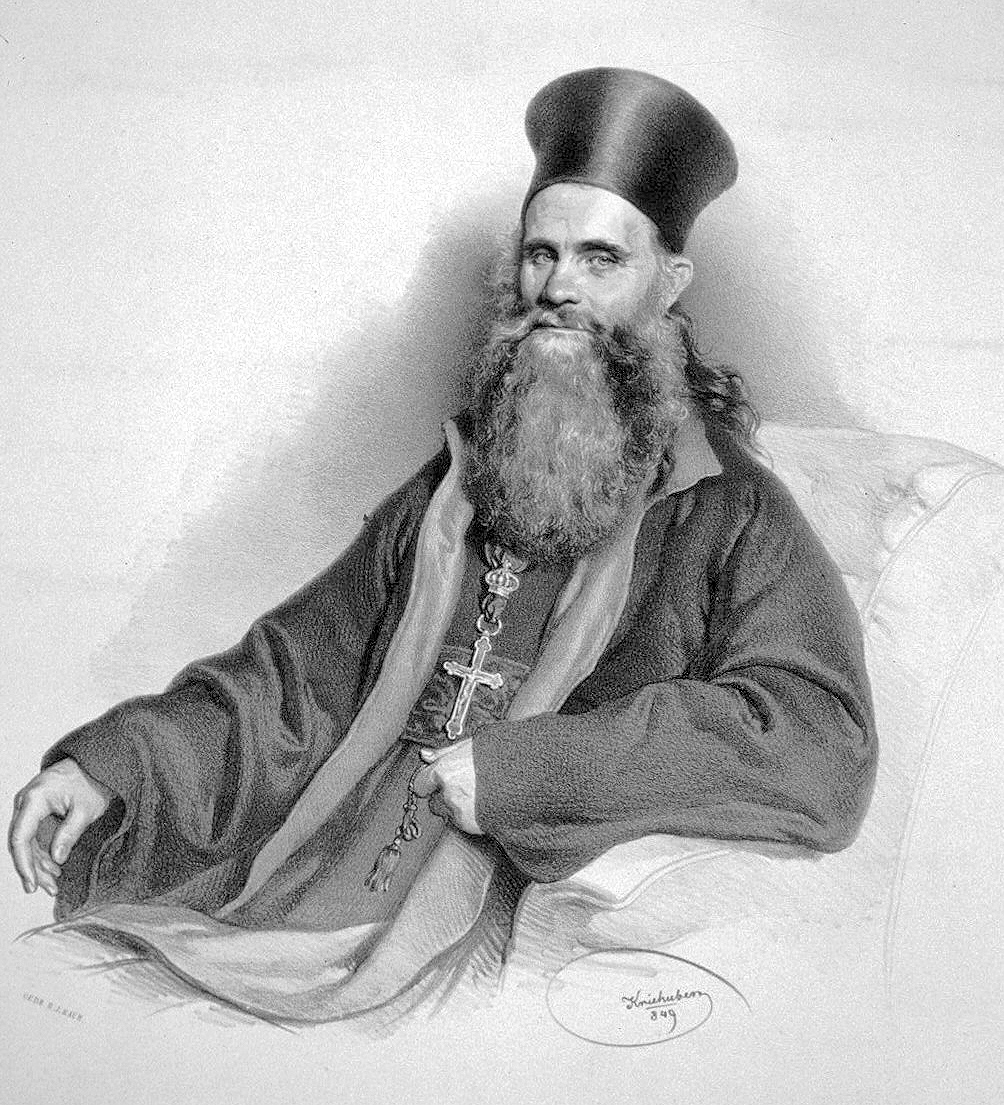
Владика Євгеній (Гакман)

Після входження частини Буковини до складу Габсбурзької монархії (1775) було утворено Буковинську єпархію з центром у місті Чернівці. Для розміщення Буковинські архієреї та консисторії за короткий термін звели Єпископську резиденцію. У композиції симетрично розташованих об'ємів резиденції явно прочитувались фланкуючі циліндричні частини, що нагадували однонавові муровані молдавські храми XV століття, криті стрімкими наметовими дахами. Фасади були лаконічного вигляду, горизонтально почленовані широким поясом, що відділяв поверхи. Стіни позбавлені декору, прорізані невеликими арковими вікнами. Місце під будівництво обрали на одному з місцевих пагорбів Домнік (або Панська гора). З 1882 року — Габсбурзька гора, яку в народі через складнощі вимови називали — Гарбуз-гора.
У 1849 році було утворено герцогство Буковина. Тогочасний єпископ Євгеній (Гакман) не допустив приєднання місцевої православної церкви до Трансільванської митрополії. Натомість владика Євгеній увесь свій вплив і авторитет спрямував на створення окремої митрополії.
Відповідну петицію, ухвалену єпархіальними зборами, владика у лютому 1861 року передав особисто цісарю. Одночасно, монарха просили санкціонувати будівництво у Чернівцях нової православної архієрейської резиденції, що відповідала би статусу столиці коронного краю. Франц Йосиф I своїм указом від 20 серпня 1863 року затвердив план будівництва майбутнього архітектурного шедевру, пообіцявши у майбутньому прийняти позитивне рішення щодо питання Буковинської митрополії.

### Будівництво

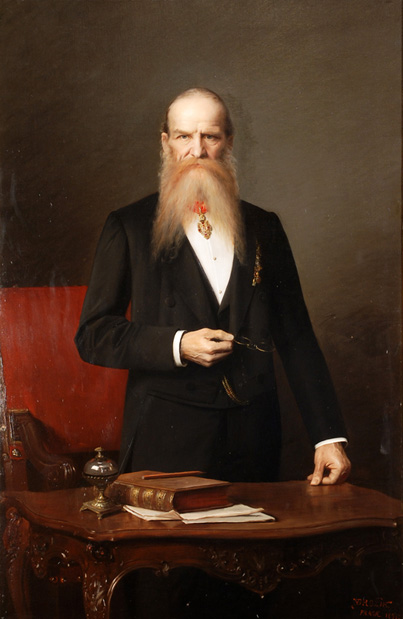
Йозеф Главка.

Автором грандіозного проекту став молодий чеський архітектор Йозеф Главка, який обійняв посаду заступника голови будівничого комітету (Євгена Гакмана).
6 липня 1864 року буковинський єпископ на місці старої резиденції урочисто заклав «наріжний» камінь у фундамент каплиці святого Іоана Нового Сучавського. З цього розпочалося будівництво комплексу, що тривало майже двадцять років.
За масштабами будівництво резиденції не мало аналогів на Буковині й коштувало астрономічні, за тодішніми мірками, гроші — 1 мільйон 750 тисяч гульденів. Фінансування, головним чином, здійснювалось за рахунок Буковинського православного релігійного фонду. Як прояв добросусідства, свої пожертви зробили місцеві німецька та польська католицькі громади, а також юдеї. Значну допомогу надавало Міністерство культів і освіти Австро-Угорщини.
Вирішивши максимально використовувати місцеві будівельні матеріали, Й. Главка почав вивчати місцеві надра. Він особисто побував у, багатих на запаси каменю—пісковика, селах Чуньків, Василів, Дорошівці. У вказані населені пункти були відряджені досвідчені каменярі, які навчали місцевих майстрів тонкощам ремесла. Як наслідок було запущено каменярський конвеєр, звідки потоком надходили необхідні матеріали. У самих Чернівцях запрацювали два цегельних та один керамічний заводи, а також будівельна школа. Особлива увага приділялась виготовленню клінкера.

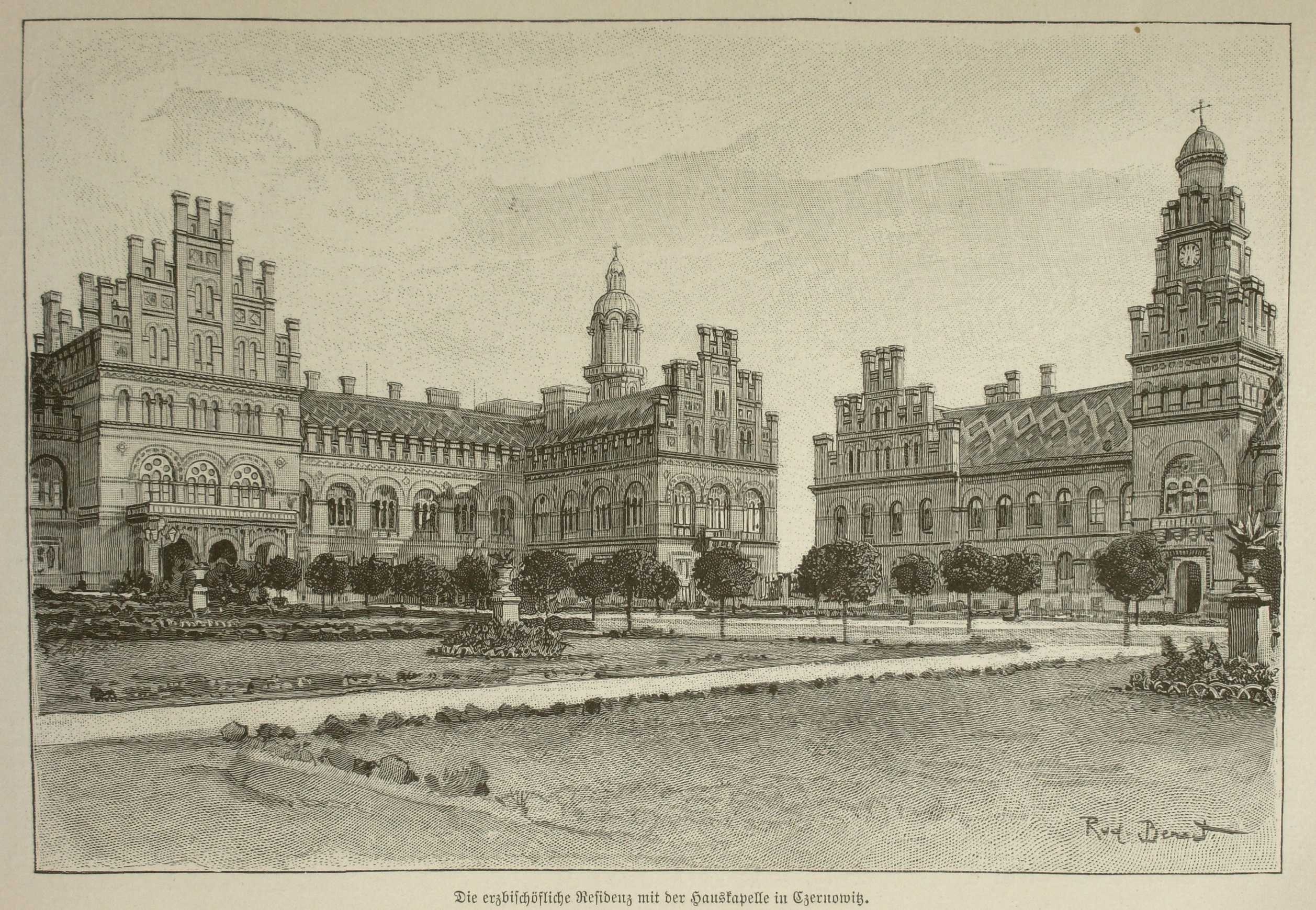
Резиденція (кін. XIX ст.)

Від виробників вимагали продукцію з найкращими якісними характеристиками. Зодчий регулярно навідувався на підприємства й давав вказівки щодо удосконалення технології. На всіх цегельнях сировину для майбутньої цегли заготовляли завчасно. Глину зберігали у спеціальних буртах на відкритому повітрі, де взимку вона мала обов'язково перемерзнути й лише після цього з неї починали виготовляти сирець. Практично кожна цеглина вимірювалася та перевірялася на звук. Останній етап контролю якості проходив безпосередньо на будівництві. Перед в'їздом на територію було зведено спеціальну естакаду двадцятиметрової висоти, з якої цеглини скидали на тротуар, і якщо хоч на одній з'являлися тріщини, то забраковували всю партію.
Процес будівництва відбувався ретельно та акуратно. Для забезпечення високої якості цегляної кладки Й. Главка запросив із західних регіонів Австрії тридцять найкращих мулярів, але й їм заборонялося протягом зміни використовувати більше сотні цеглин. Будівельний розчин розводили у величезних чанах, куди додавали падаль і курячі яйця.
Чудові властивості місцевої будівельної сировини були підтверджені у 1878 році, коли за розпорядженням чеського митця виготовили велику декоративну вазу з буковинського алебастру, яку демонстрували у Богемії, а згодом — у Парижі. Організатори вернісажу оцінили шедевр у сімсот гульденів та ввели Й. Главку до списку переможців. Водночас, зодчий привернув увагу європейських спеціалістів до ще одного буковинського дива — так званого «Коралового Каменю», який сяяв гарними кольорами і був помережаний оригінальними природними візерунками. Фрагмент коралового каменю ще й дотепер можна побачити в оформленні «Мармурової зали» резиденції.
При будівництві, передбачаючи сейсмічні особливості карпатського регіону, широко застосовувалися металеві конструкції, що значно підвищило міцність і довговічність будівлі. Руйнівні карпатські землетруси 1940 та 1977 років, хвилі яких прокотились і Буковиною, жодним чином не відобразились на резиденції.

## Архітектурний ансамбль

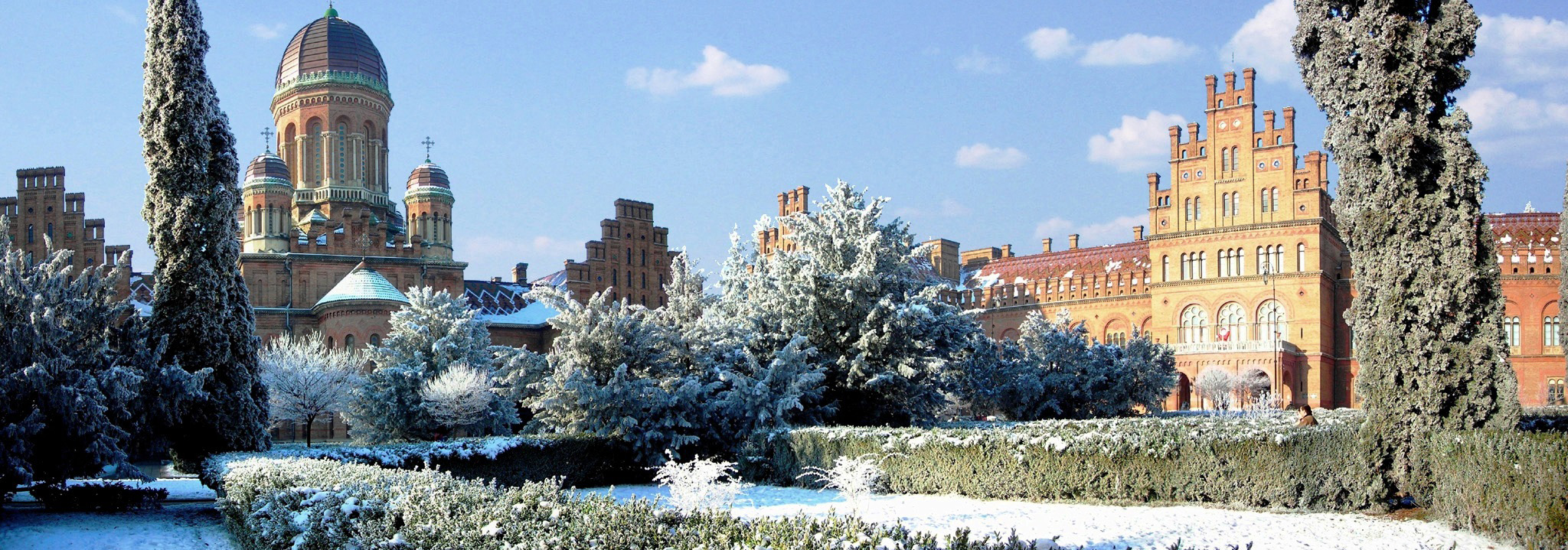
Семінарський корпус з Трьох-Святительською церквою та Митрополичий корпус.

Резиденцію митрополитів Буковини і Далмації, що стала яскравим зразком постромантичних тенденцій в архітектурі, збудовано в дусі еклектики.
Комплекс чітко спланований і лаконічний, у своїй сукупності нагадує середньовічний замок. Двір з трьох боків замкнутий корпусами, які утворюють парадний курдонер, поєднаний з величним клуатром, що нагадує своєрідний бароковий церемоніальний двір.
Архітектурний ансамбль приваблює своїм незвичним виглядом. Вражаючими є практично всі архітектурні елементи — високі цегляні стіни, оздоблені червоною теракотою і різьбленим каменем; стрункі вежі, торці будівель і ризаліти, завершені високими зубцями; круті схили дахів, критих викладеною узором поливаною черепицею білого, голубого, зеленого і коричневого кольорів; вишукані ажурні ковані решітки тощо.
Резиденція стала духовним символом толерантності буковинського краю, симбіозом архітектурних стилів і культур усіх народів, що проживали у цій місцевості. Контури стін відображають вплив візантійської та романської архітектур. Мавританські елементи — вежі з куполами, які схожі на мінарети — нагадують про особливості культової архітектури сходу. Готичний стиль виражається у структурі дахів, декоративних деталях, динаміці куполу домашньої митрополичої церкви. І над усім цим домінує розмай різьби і розпису геометричної гуцульської орнаментики в оздобленні дахів та стель парадних залів. А все це разом творить всеперемагаючий акорд краси й гармонії.

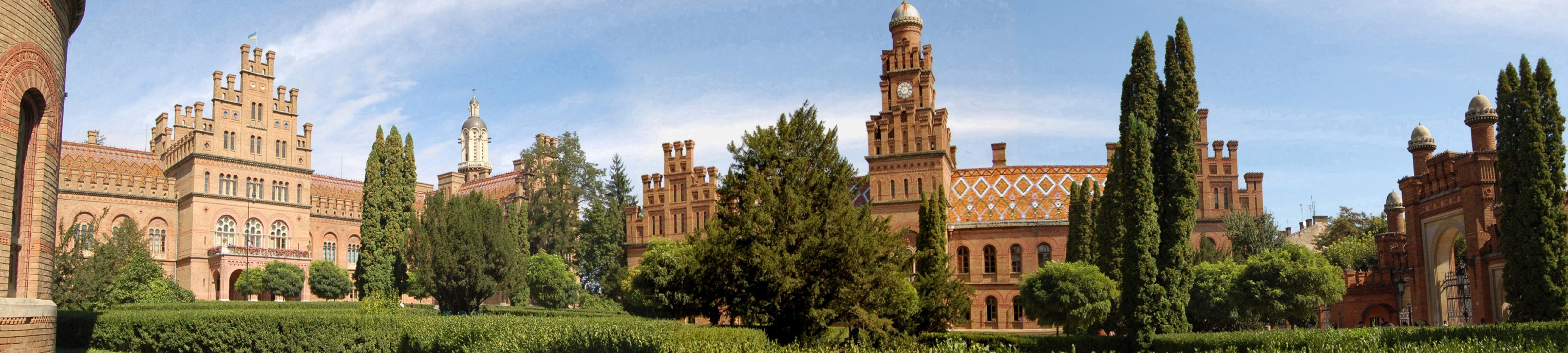
Митрополичий корпус з капличкою святого Іоана Нового Сучавського,
Монастирський корпус, В'їзна брама

Особливо виділяється покрівля всіх корпусів, викладена кольоровою поливаною черепицею, яка утворює чіткий і красивий рисунок буковинських народних килимів. Стіни оздоблені орнаментом із теракоти, а вікна обрамлені білокам'яними блоками із пісковику.
Справжнім витвором ландшафтного мистецтва є бароковий сад, розбитий у курдонері архітектурного ансамблю.
Ансамбль Митрополичої резиденції складається з трьох монументальних споруд — корпусів: Митрополичого, Семінарського та Монастирського.

### Митрополичий корпус

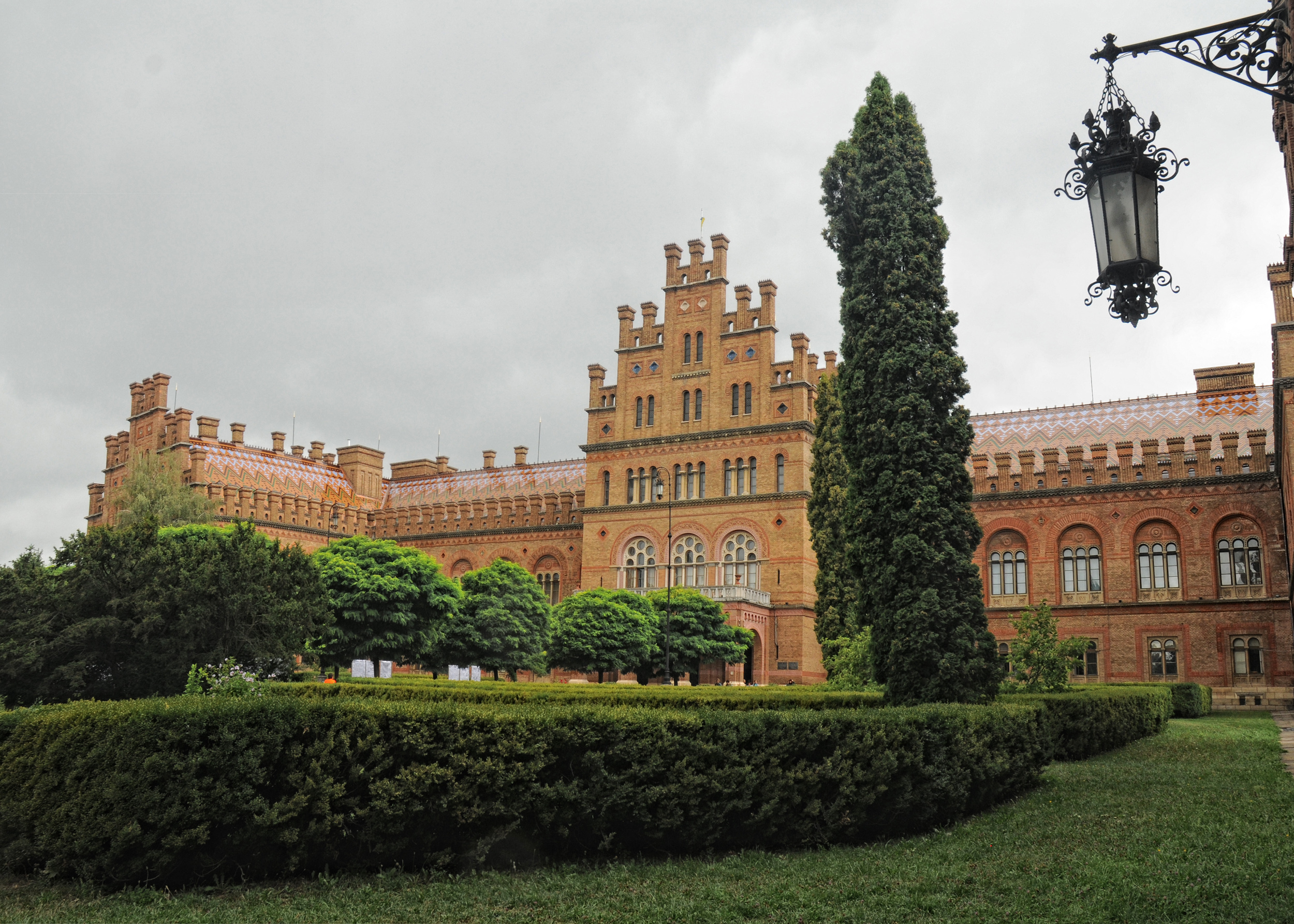
Митрополичий корпус
(парадний вхід та західне крило)

«Митрополичий корпус», яким формується головна візуальна вісь архітектурного ансамблю, є пам'яткою архітектури національного значення (ох. № 778/1) з 24 серпня 1963 року.
Збудований наприкінці головної алеї курдонера, палац буковинських митрополитів є домінантою всього комплексу. У ньому знаходились житлові, адміністративні та репрезентативні приміщення — просторі апартаменти архієрея, де він працював і відпочивав, а також розкішні зали, де влаштовували аудієнції високим гостям і відбувалися єпархіальні засідання. В цій будівлі розміщалися служби митрополичої канцелярії й консисторії та адміністрація православного фонду.
Особливістю екстер'єру Митрополичого корпусу є наявність портику, дах якого у центральній частині фасаду служить балконом Мармурового залу. Архітектурна родзинка — купол параклису — височіє над східною частиною даху. Цей архітектурний елемент має ознаки готики, але одночасно нагадує мінарет. Цікавими є балкон, що оточує купол навколо, вітражі у формі шестилистника, а також унікальний об'ємний хрест на шпилі, який вказує католикам на захід, а православним на схід.
Серед головних приміщень палацу — великий, з масивними колонами, вестибюль на першому поверсі, та Мармурова, Червона, Зелена і Блакитна зали на другому. Своєю красою вражають навіть коридори, вистелені мозаїкою з мармуру, зі стелями у формі куполів.
Особлива увага приділялася і внутрішній обстановці. За проектами архітектора Ф. Кшензарського протягом 1879—1880 років були виготовлені стильні меблі для митрополичих апартаментів та інших приміщень. Усі освітлювальні пристрої — дві великі люстри по 120 свічок, чотири по 32 свічки, тридцять шість настінних ламп по 3 свічки, 4 настінних лампи по 1 свічці — було замовлено у віденського майстра В. Гіллара за ескізами інженерів І. Машутки та Ф. Шморанза.
У березні 1944 року румунсько-нацистські окупанти, які відступали під ударами Червоної армії, спричинили пожежу, що майже повністю знищила шедевральну Синодальну залу. Збитки вираховувались величезною сумою — понад 25 мільйонів карбованців, а втрату окремих архітектурних елементів та стародруків з митрополичої бібліотеки оцінити не можливо.
Тут двічі проводились реставраційні роботи за участю київських, львівських та місцевих майстрів під загальним керівництвом архітектора Михайла Шевченка.

Митрополичий корпус парадний вхід та праве крило з куполом каплички Св.Іоана Нового
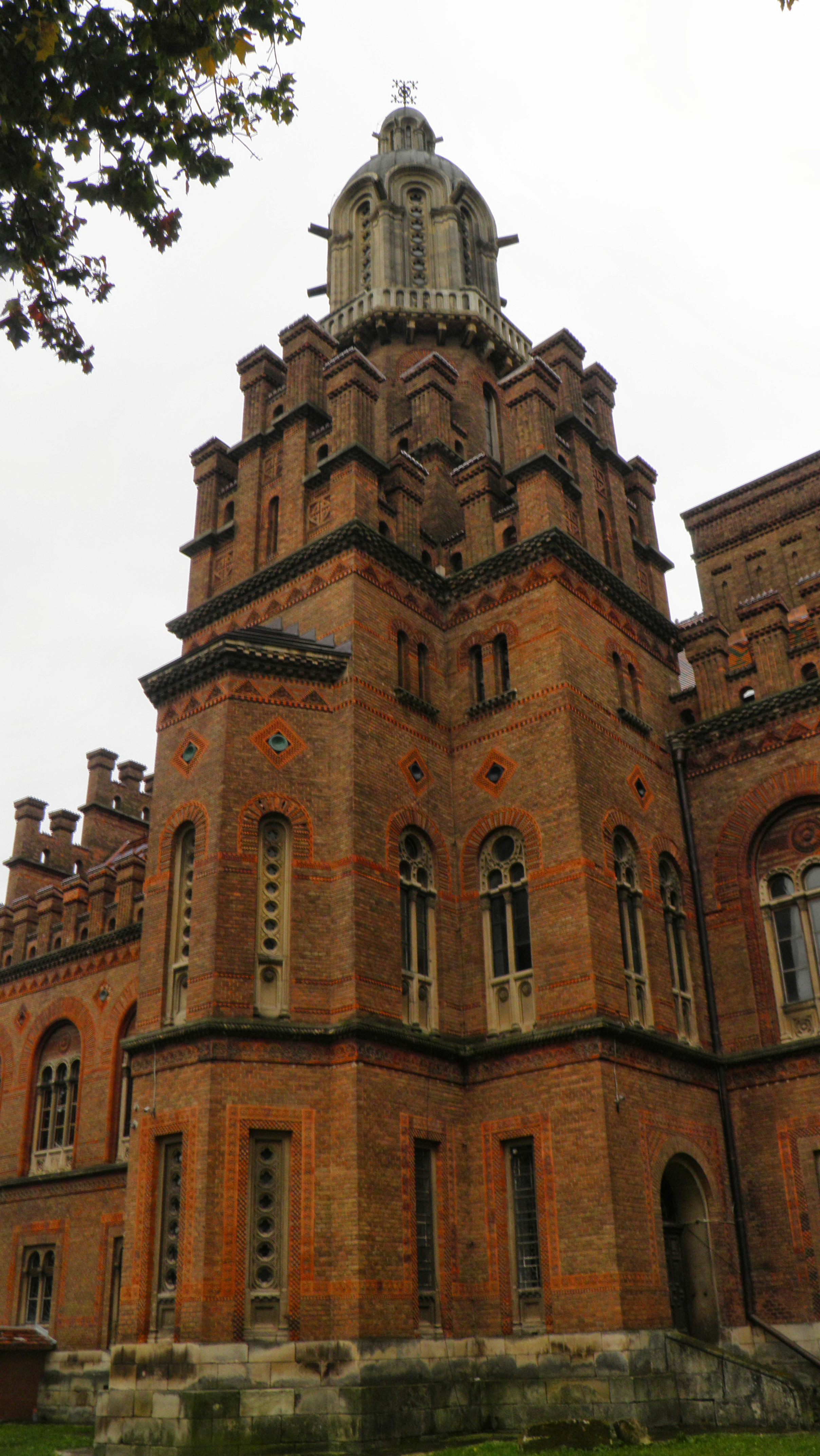
Митрополичий корпус купол каплички Св.Іоана Нового
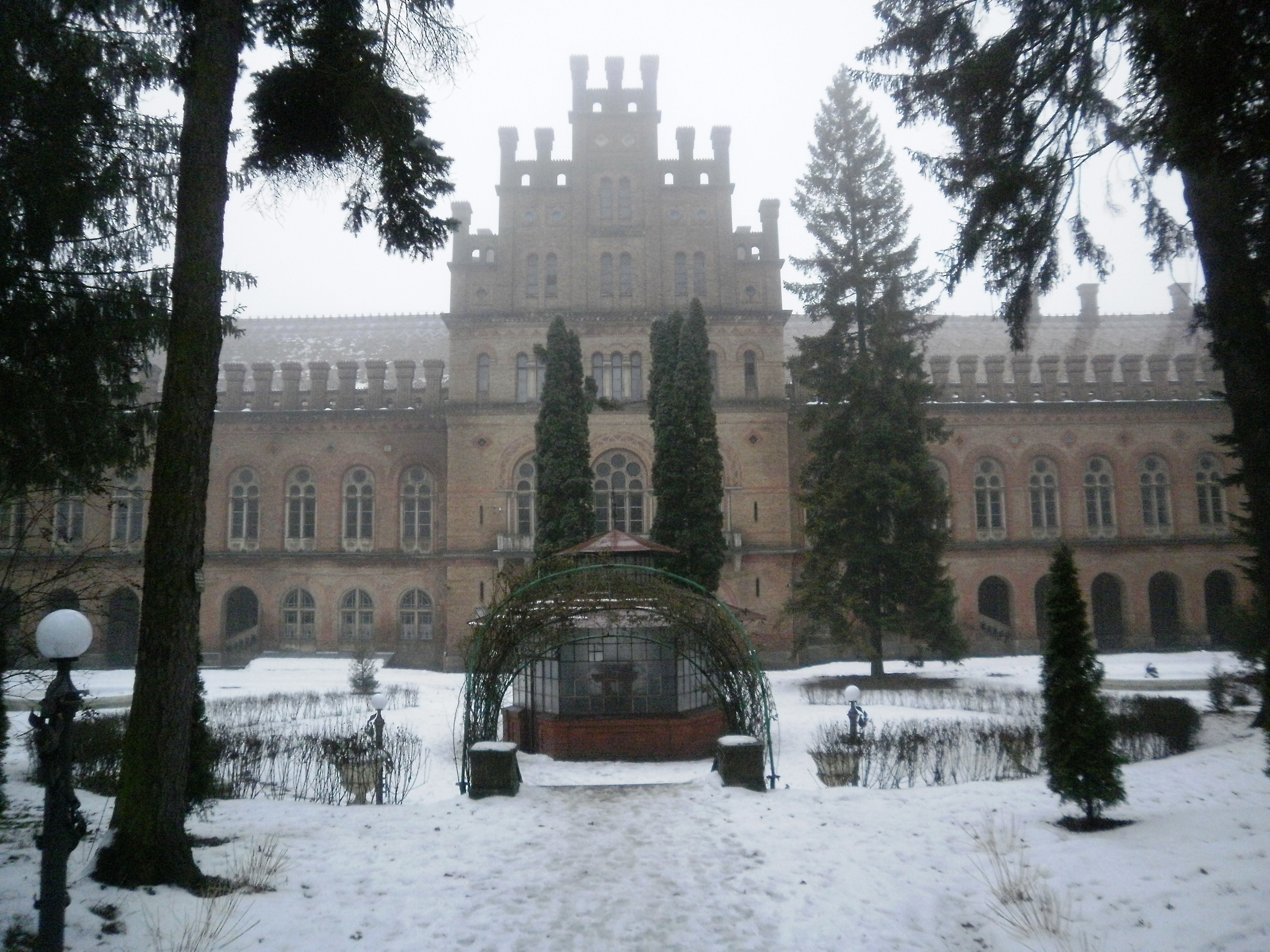
Митрополичий корпус зі сторони дендропарку
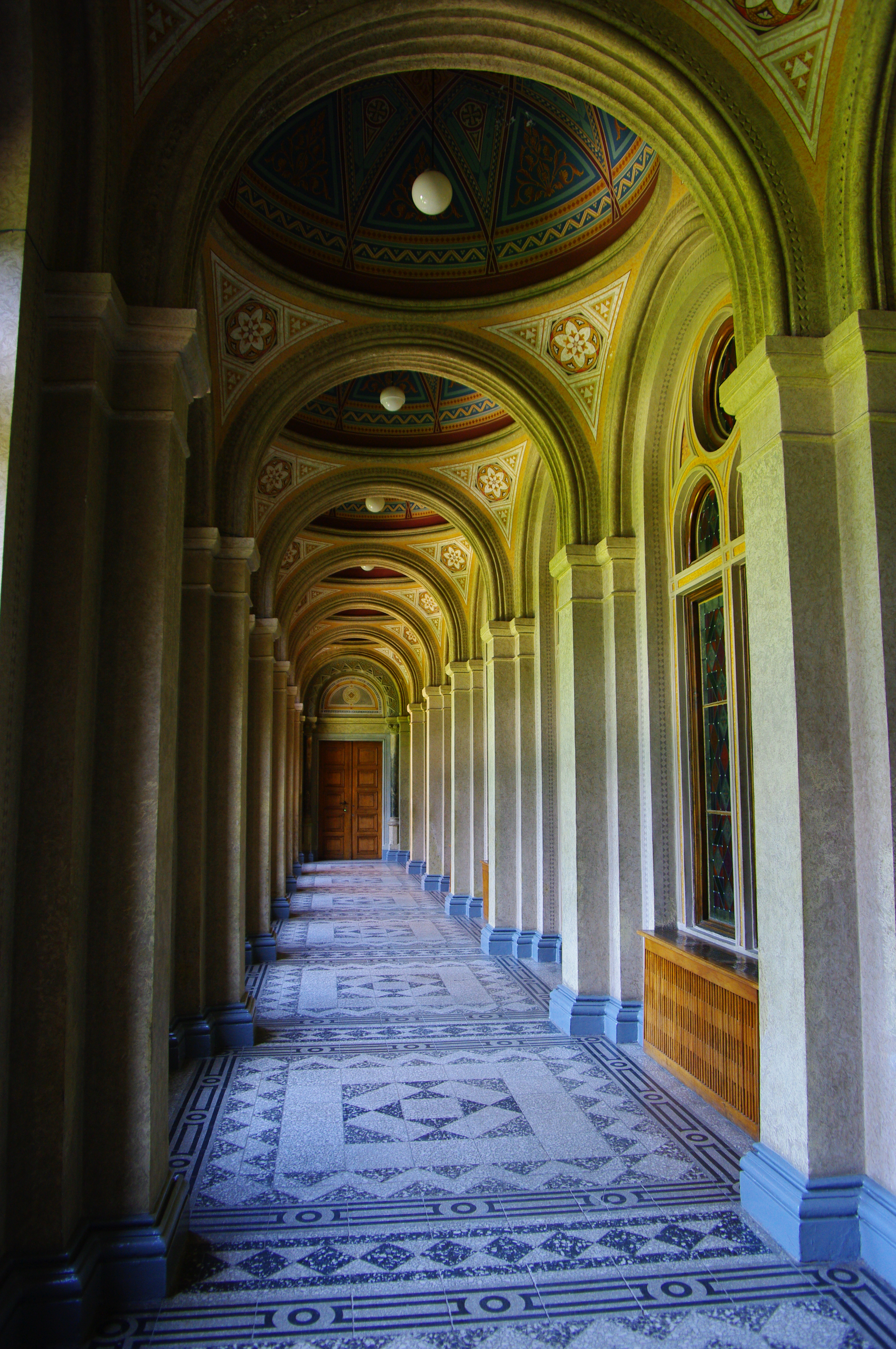
Митрополичий корпус коридор другого поверху
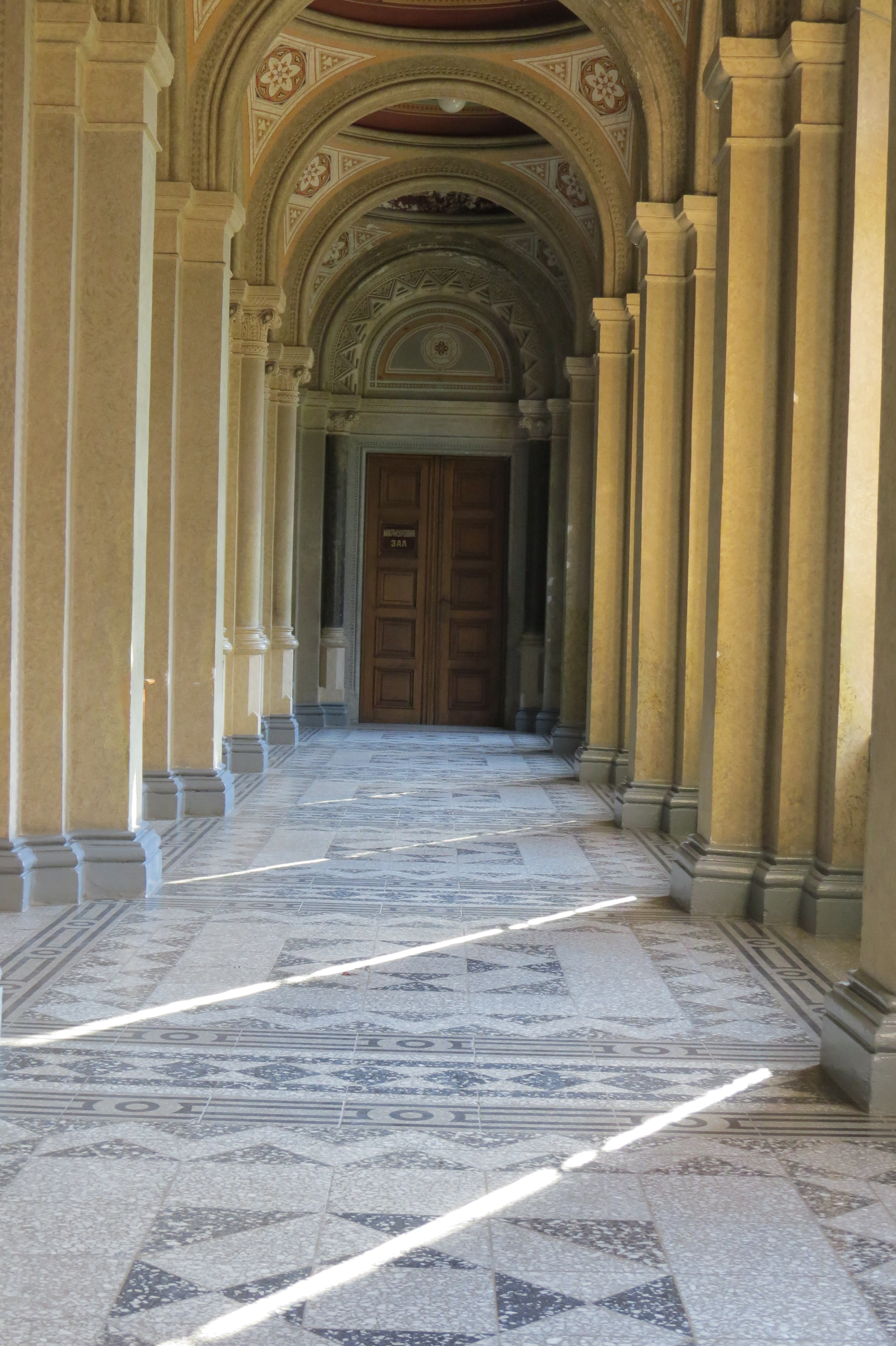
Митрополичий корпус вхід до «Мармурового залу»
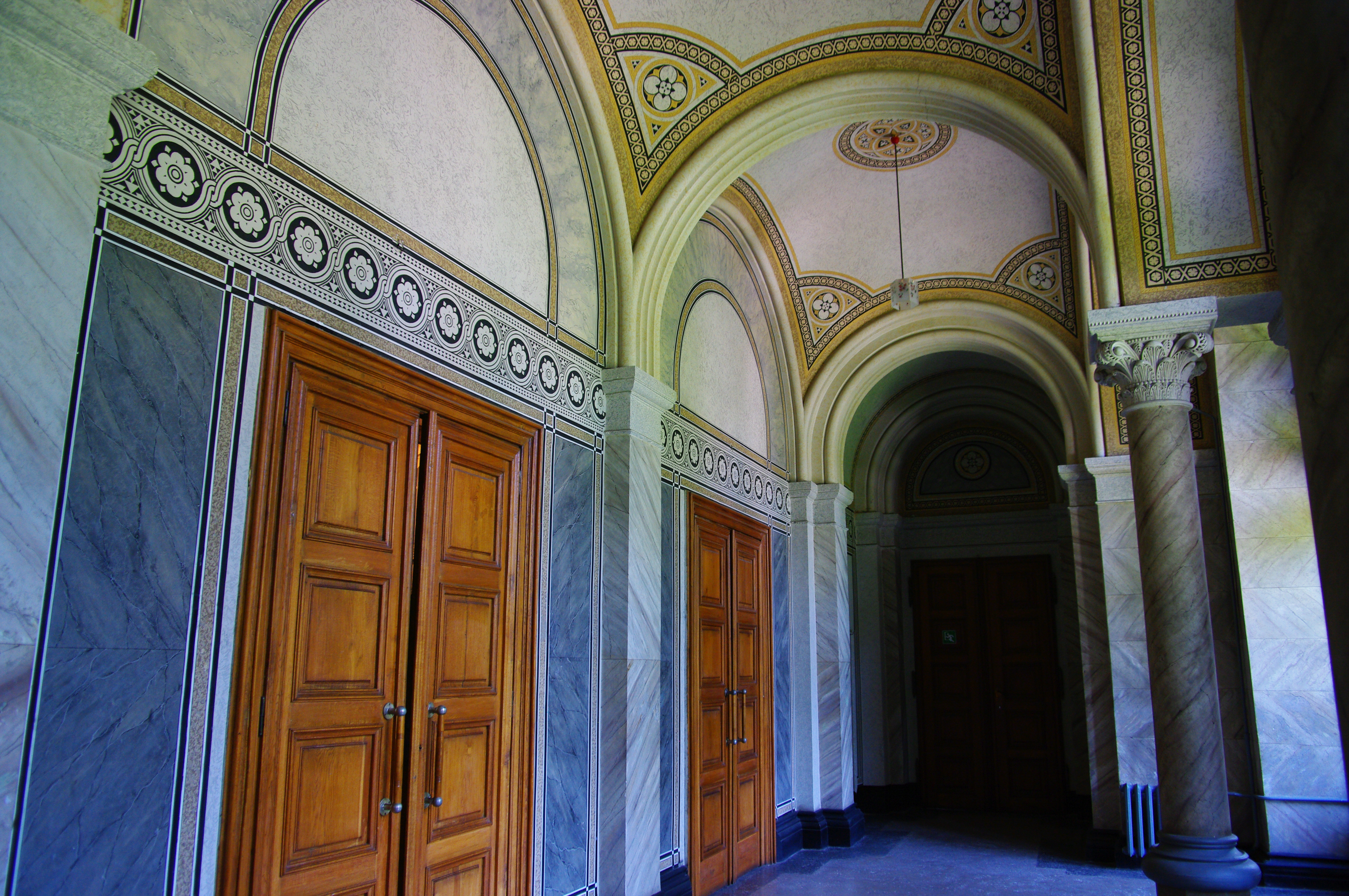
Митрополичий корпус
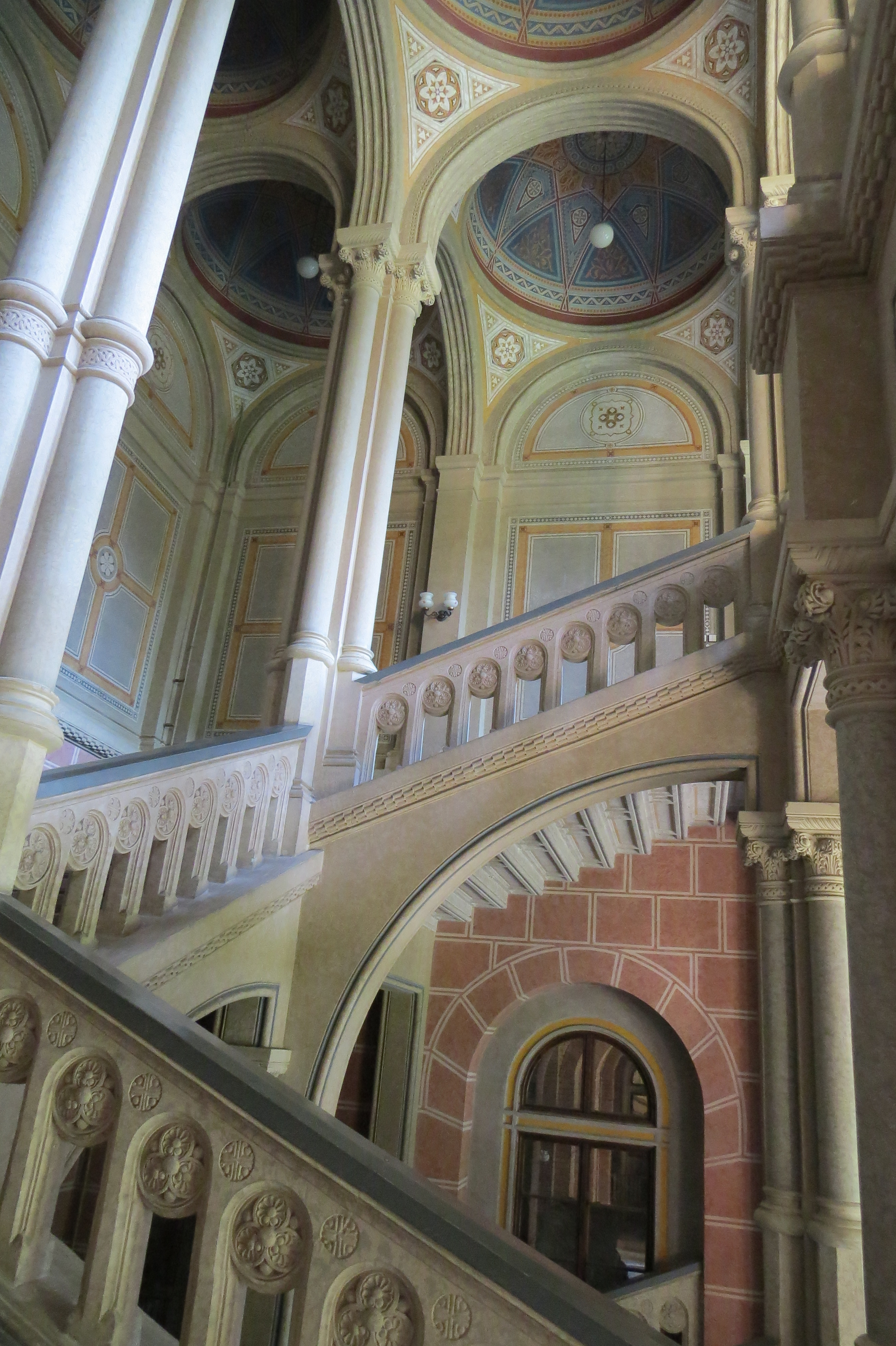
Митрополичий корпус сходові марші
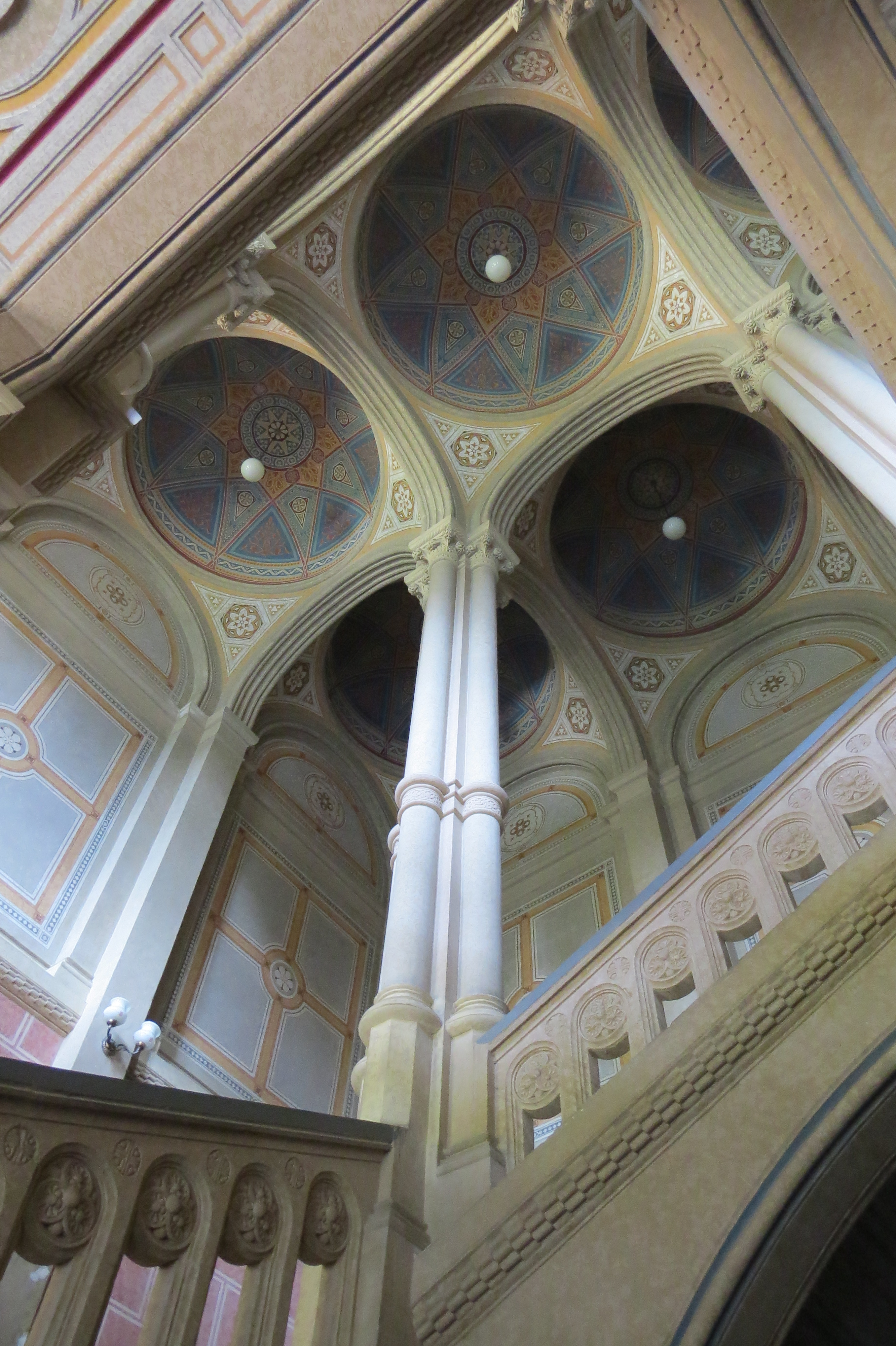
Митрополичий корпус сходові марші
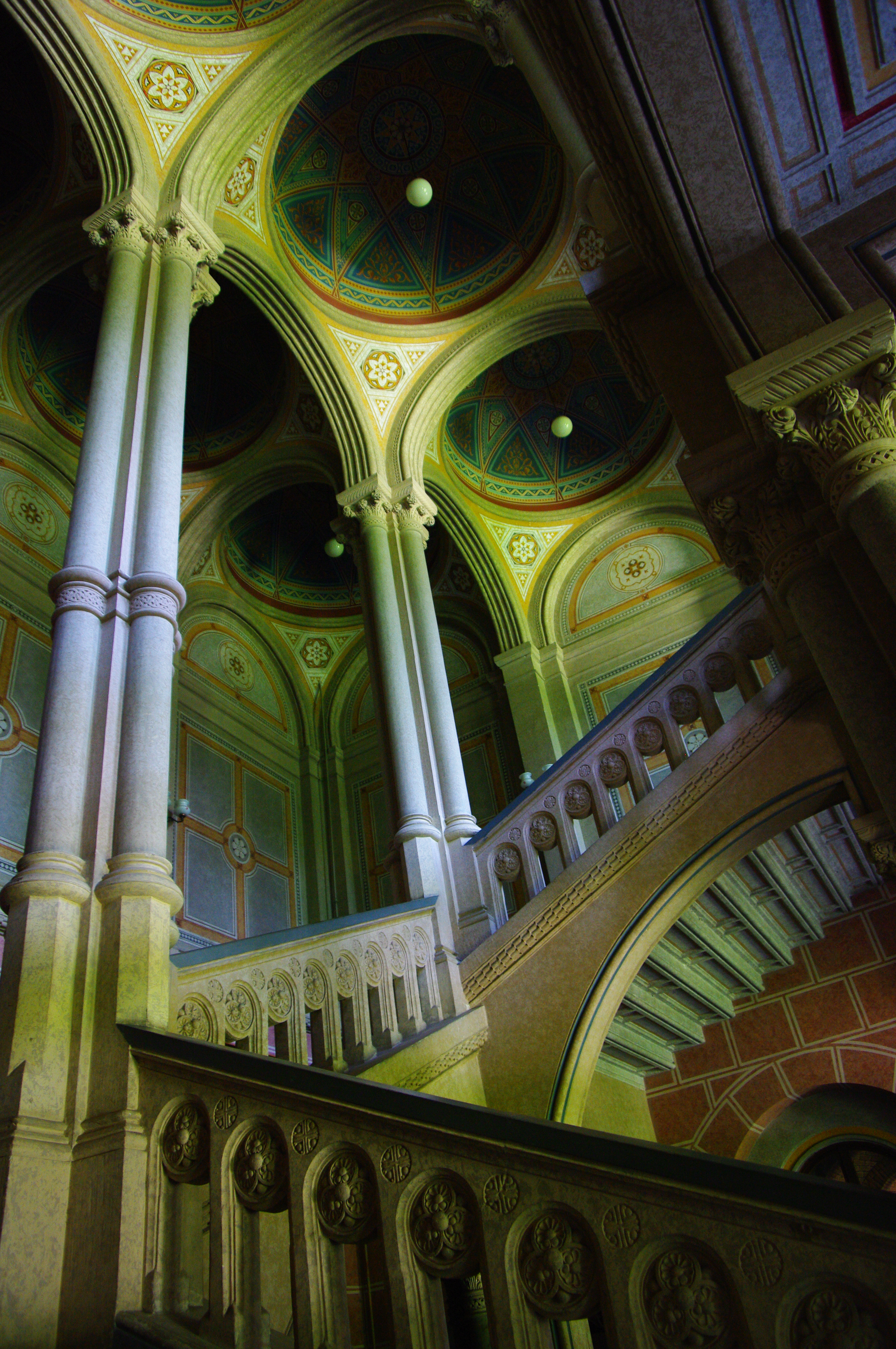
Митрополичий корпус сходові марші

##### Мармурова зала

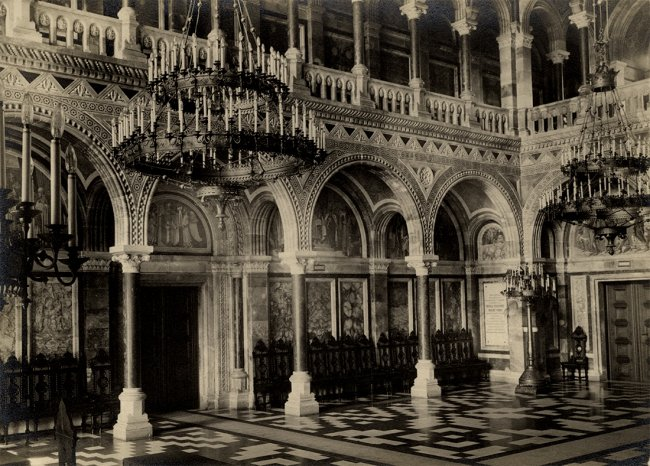
Синодальна зала (поч. XX ст.)
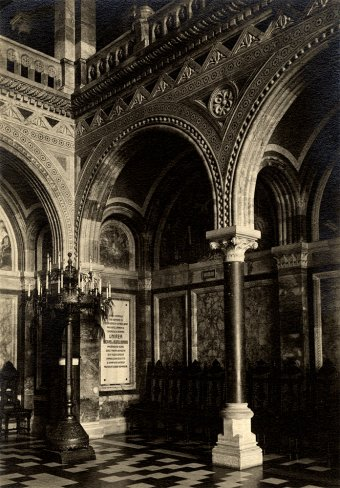
Синодальна зала (поч. XX ст.)
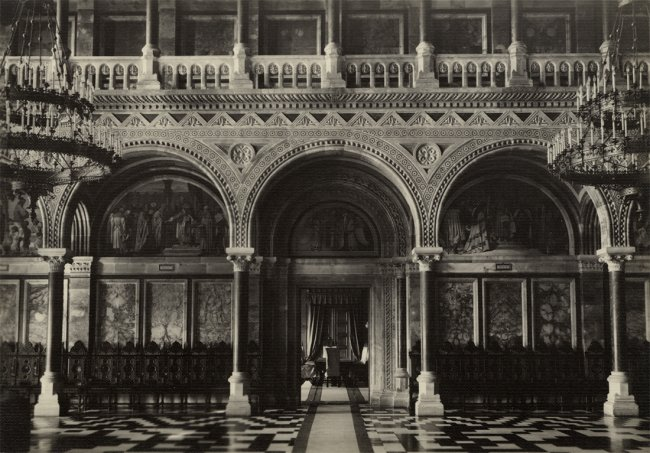
Синодальна зала (поч. XX ст.)

Мармурова зала (Синодальна зала), виконана з білого та чорного мармуру, завжди вражала своєю величчю. Особливістю інтер'єру є наявність бічних колонади та аркади, за допомогою яких сформована дворівнева галерея.
У тимпанах одинадцятьох арок та в простінках між колонами, оздоблених буковинським алебастром, австрійським маляромпрофесором Карлом Йобстом були нанесені мальовничі фрески на релігійну та історичну тематику. Зокрема, «Навернення у віру рівноапостольного імператора Костянтина», «Святкування дня присяги Буковини 1777 р.», «Перенесення мощів Святого Івана з Трапезунда до Сучави на початку XV ст.», «Заснування Релігійного фонду 1786 р.» тощо.
Зала була заввишки 20 м, на 2 метра вище сучасної. Стеля — мальовнича, дубова, різьблена з куполами, й багатою орнаментикою, звідки звисали кришталеві срібні люстри.
Підлога була із чорно-білих мармурових плит у вигляді гуцульського килима. Два бокових входи і центральний з балконом з'єднували дві мармурові білі доріжки, на перетині яких знаходилось позолочене крісло-трон митрополита.
Хоча після реставрації в 1963 році Мармурова зала змінила свій вигляд, проте й нині вражає своєю неповторною красою. Сьогодні можна милуватися відреставрованими декораціями поліхромно розписаної дерев'яної стелі та дрібними структурними деталями на склепіннях, пілястрах, фризах чи капітелях.

Мармурова зала (поч. XXI ст.)
Мармурова зала (поч. XXI ст.)
Мармурова зала (поч. XXI ст.)
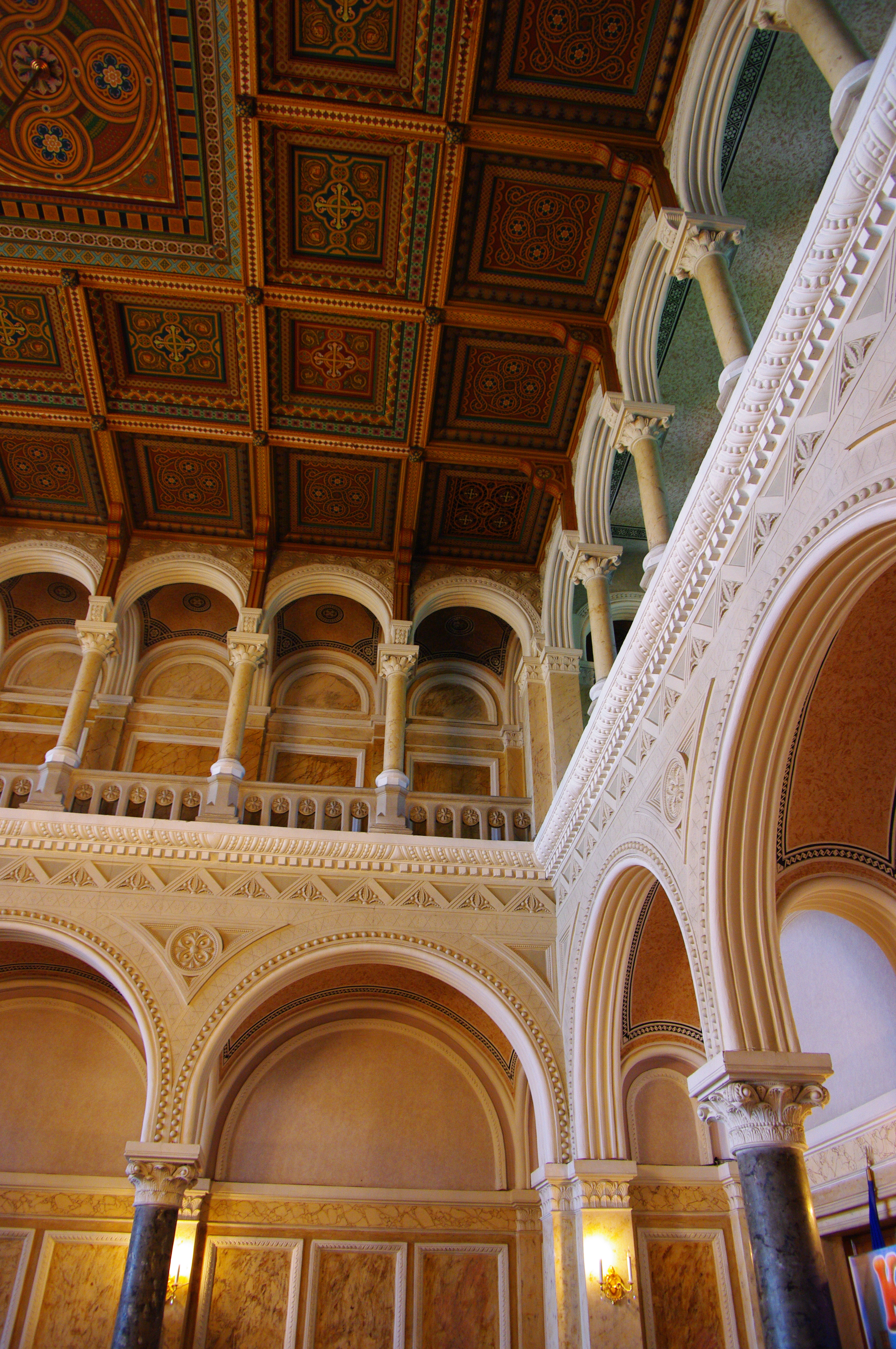
Мармурова зала (поч. XXI ст.)
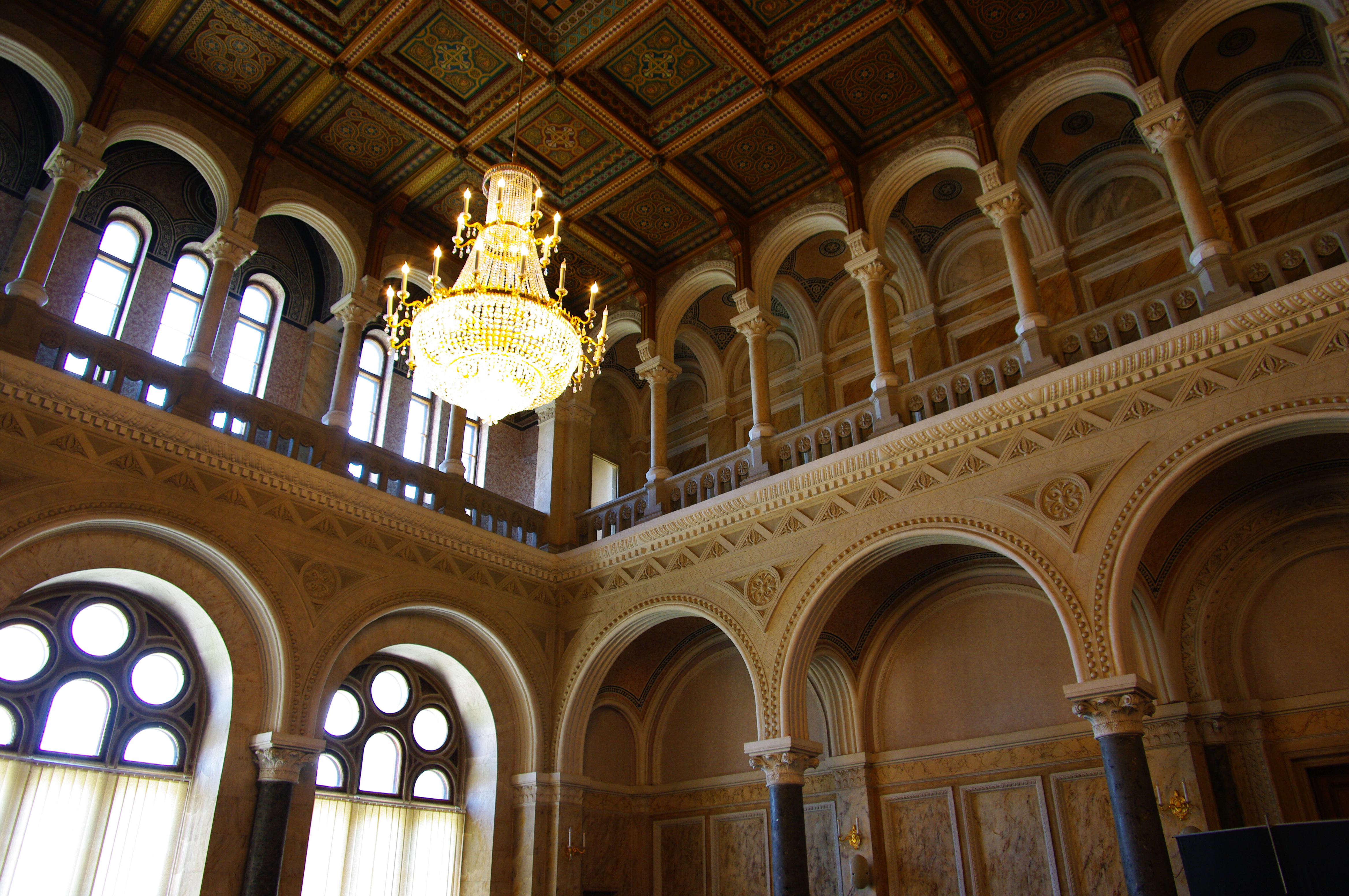
Мармурова зала (поч. XXI ст.)

- Синодальна зала
(поч. XX ст.)
- Синодальна зала
(поч. XX ст.)
- Синодальна зала
(поч. XX ст.)

##### Червона зала
Зліва від Мармурової зали — Червона зала (Зал засідань Священного Синоду), інтер'єр якої зберігся у первісному вигляді. Приміщення нагадує надзвичайної краси дерев'яну шкатулку. Стіни оздоблені китайським шовком, стеля декорована орнаментом, що нагадує колекцію писанок, а підлога встелена паркетом з червоного бука, дуба та зеленої липи.
На одній зі стін висять величезні венеційські дзеркала, створені за старовинною технологією — нараховують аж п'ять шарів срібла. Якщо піднести до люстра свічку чи запальничку й уважно придивитися, замість одного вогника можна розгледіти саме п'ять. За легендою дзеркала здатні омолодити кожну жінку, яка в них подивиться, а кожного чоловіка — позбавити гріхів.
Раніше стіни Червоної зали прикрашали портрети всіх буковинських православних архієреїв (робота чеського професора живопису Кароля Свободи).

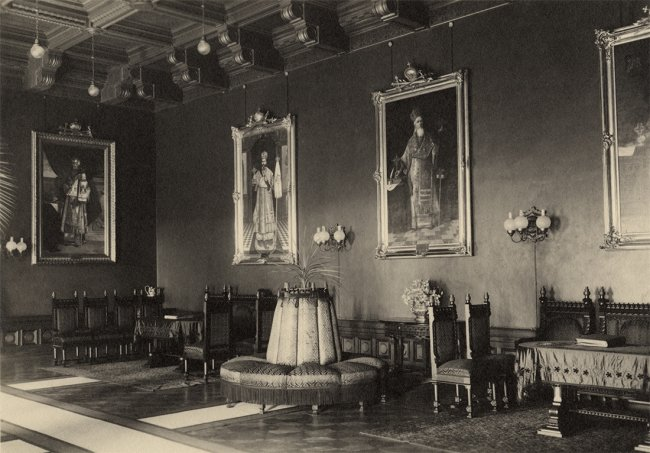
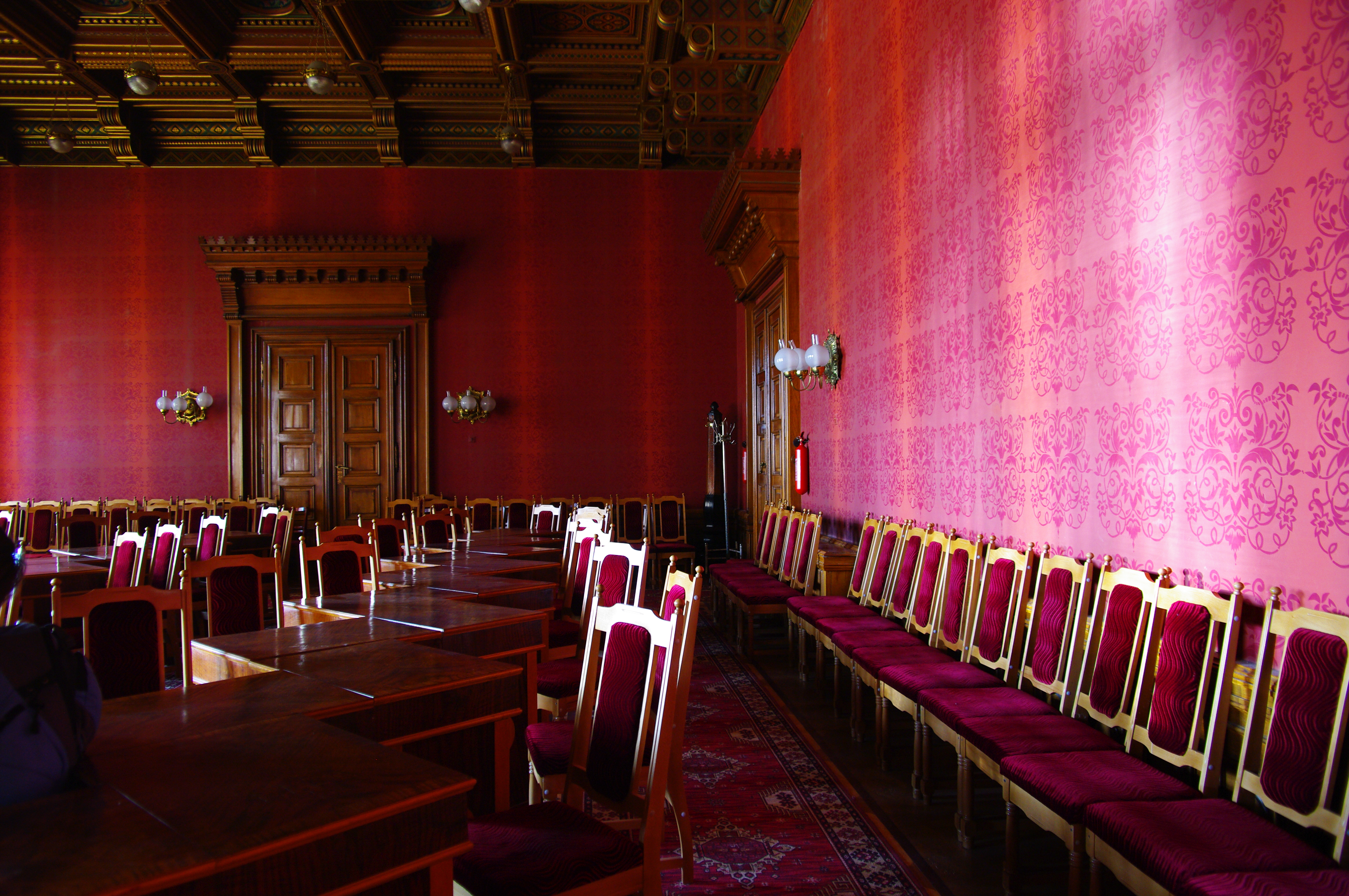
Червона зала (сучасний інтер'єр)
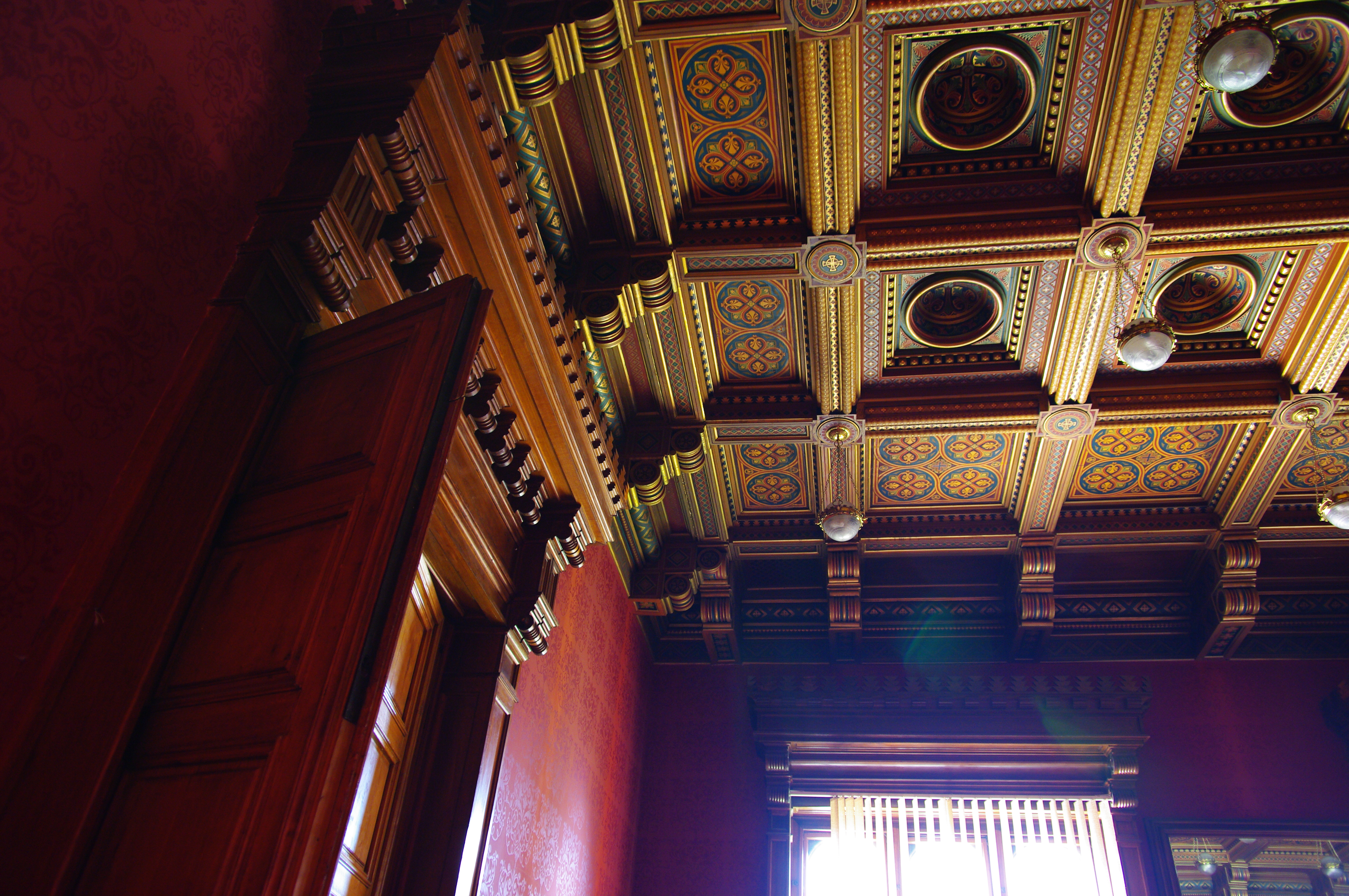
Червона зала (сучасний інтер'єр)
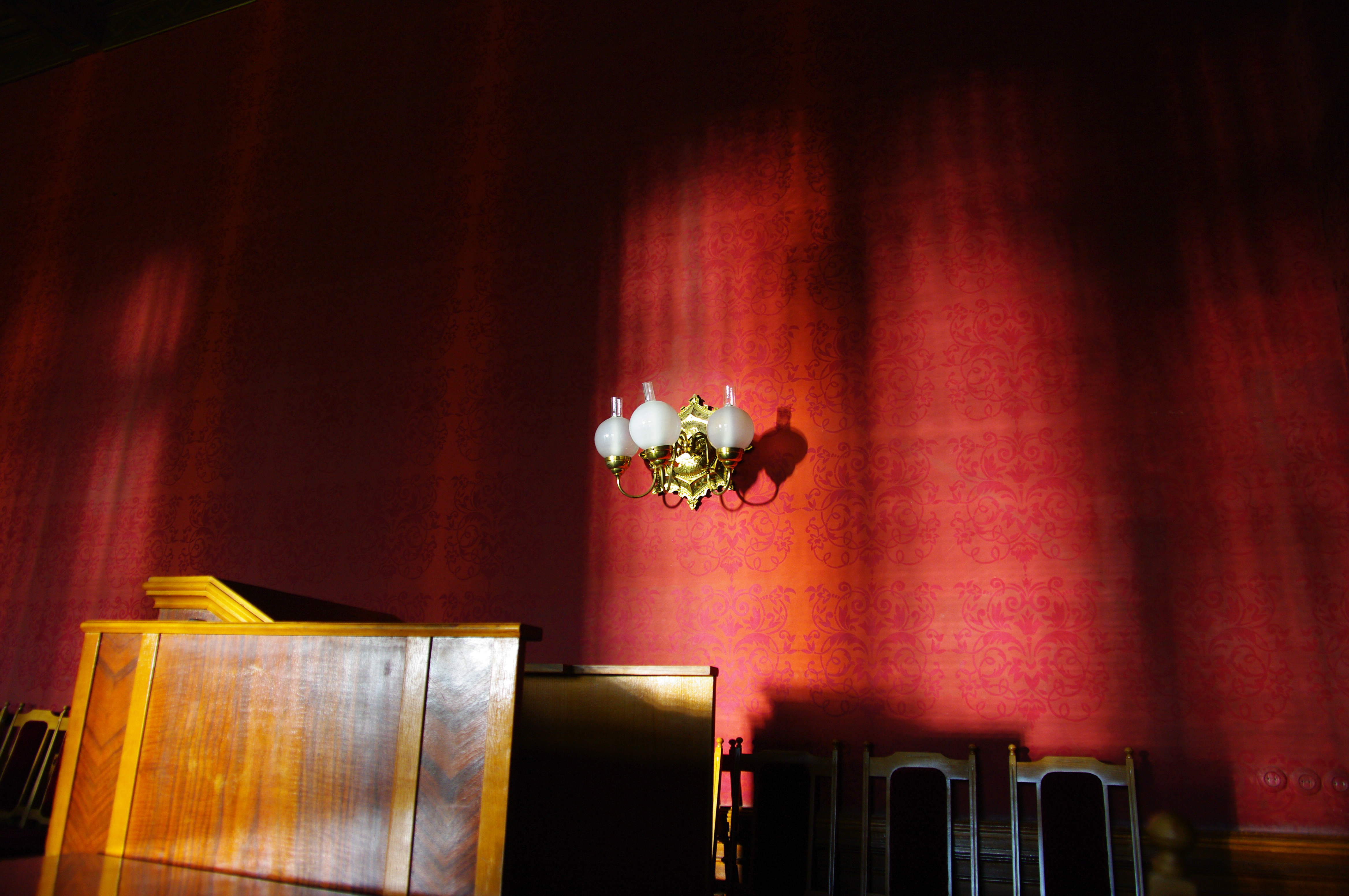
Червона зала (сучасний інтер'єр)

##### Блакитна зала

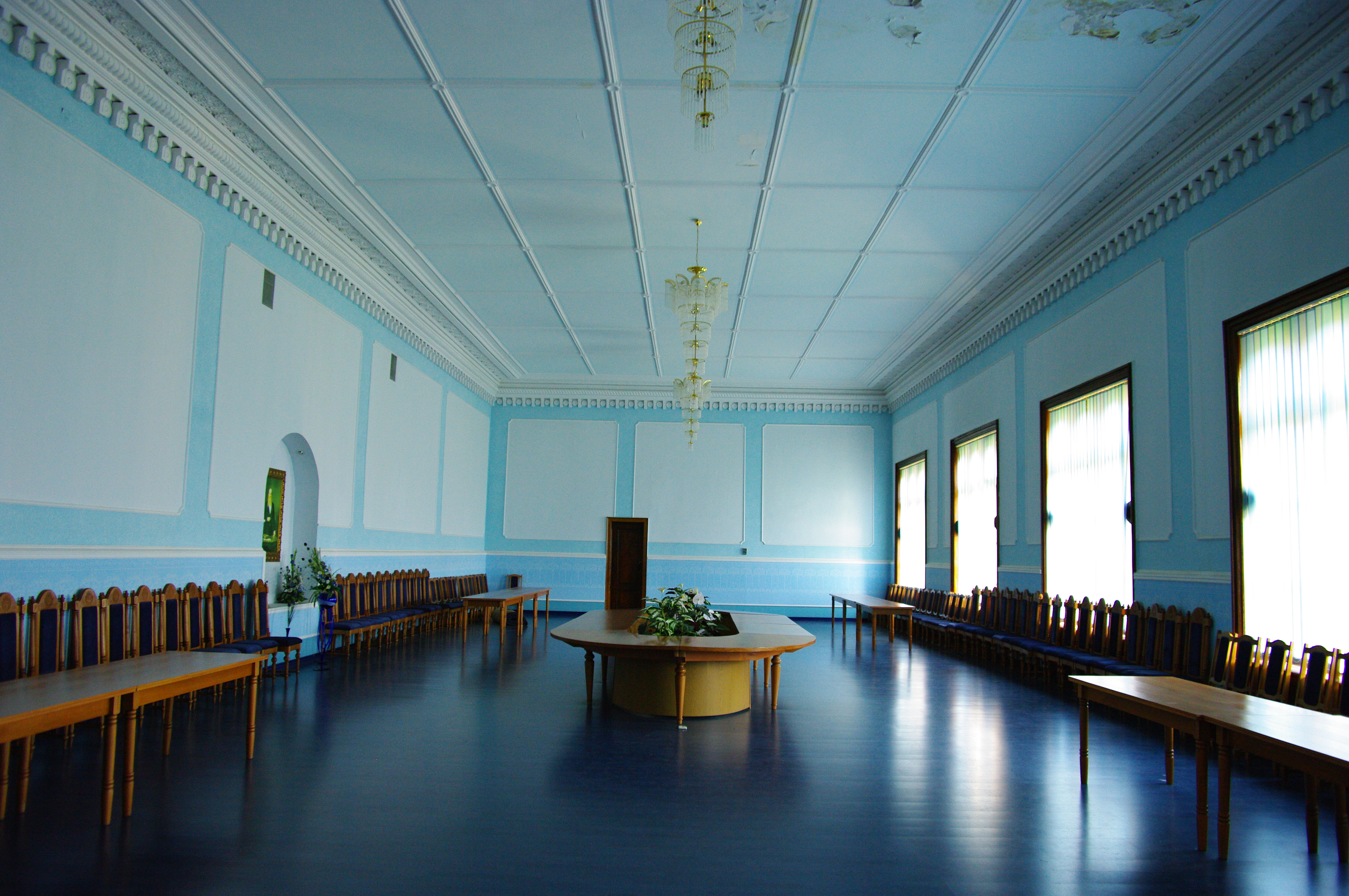
Блакитна зала
(сучасний інтер'єр)

Справа від Мармурової зали знаходиться Блакитна зала. У минулому тут знаходилась бібліотека митрополита.
Тут же знаходився вхід до параклиса — каплиці святого Іоана Нового Сучавського, з якої власне й почалося будівництво всієї резиденції. Обслуговували домашню церкву владики кілька ченців, які також відали всіма господарськими питаннями, зокрема й митрополичою кухнею.
Сьогодні тут зал для прийому важливих гостей. У цьому ж приміщенні відведено місце для вшанування Йозефа Главки — у спеціальній ніші встановлено бюст зодчого та його портрет.

##### Зелена зала
Поряд з Червоною залою знаходиться Зелена зала — робочий кабінет митрополита.
Від початку приміщення було прикрашене портретами австрійських монархів від часу входження Буковини до складу Габсбурзької імперії. Ці полотна були замовлені Міністерством культів і освіти Австрійської імперії буковинському живописцю Епамінандосу Бучевському. Після його смерті, роботу над картинною галереєю продовжив Євген Максимович.
Перші зміни в інтер'єрі відбулися у 1919 році, коли Румунське королівство, анексувавши Північну Буковину, розпочала знищення «австрійської спадщини».
З другої половини XX ст. тут розміщено кабінет ректора Чернівецького національного університету імені Юрія Федьковича.

### Семінарський корпус

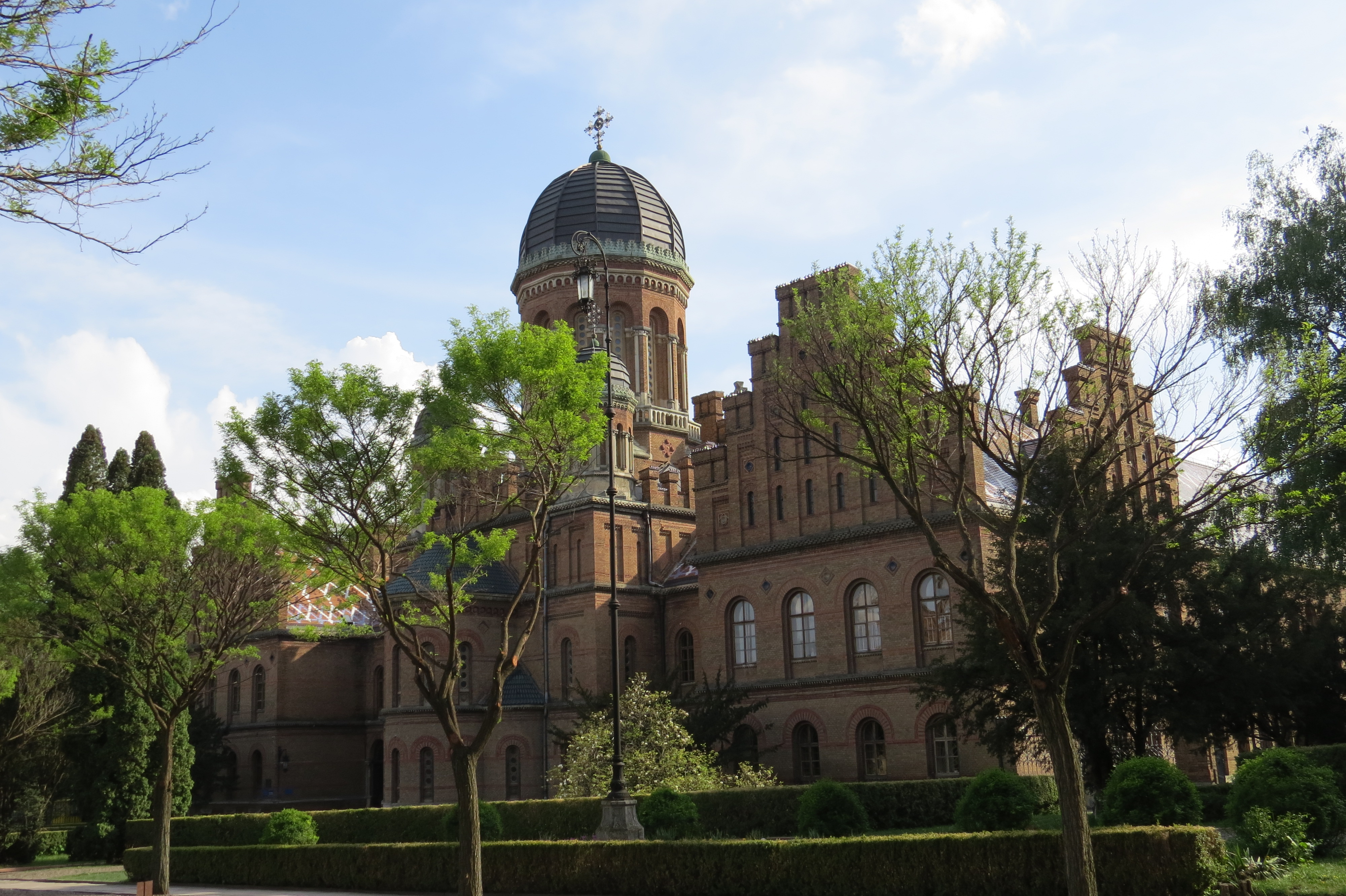
Семінарський корпус

Семінарський корпус, розташований ліворуч від Головної брами, є пам'яткою архітектури національного значення (ох. № 778/2) з 24 серпня 1963 року.
Перший поверх корпусу займав Греко-православний теологічний факультет Чернівецького університету, а другий — «Духовна семінарія». Ці духовні навчальні заклади перебували практично на повному утриманні «Православного релігійного фонду Буковини». Рівень викладання був надзвичайно високим, у зв'язку з чим богословські науки тут студіювали студенти не тільки з герцогства Буковина та інших коронних земель, а й з-за кордону — Болгарії, Боснії, Румунії, Сербії, Туреччини, Чорногорії. В подальшому багато хто з них стали знаними богословами, архімандритами, єпископами, і навіть патріархами. Зокрема, у цих стінах вчився майбутній предстоятель Болгарської православної церкви Кирил (Марков).
Корпус споруджено у формі кириличної літери «П», який разом з Трьох-Святительською церквою та єднальними галереями, утворюють квадрат з внутрішнім зеленим двориком. У його західних кутах виділяються дві квадратні вежі з чотирискатними дахами. Нижній ярус галереї сформований у вигляді аркади, декорованої ажурними кованими решітками. Ризаліти «Семінарського корпусу» завершуються бюргерсько-німецькими щипцями.
Храм на честь Трьох Святителів Вселенських — Василя Великого, Григорія Богослова та Івана Золотоустого — є пам'яткою архітектури національного значення (ох. № 778/3) з 24 серпня 1963 року.

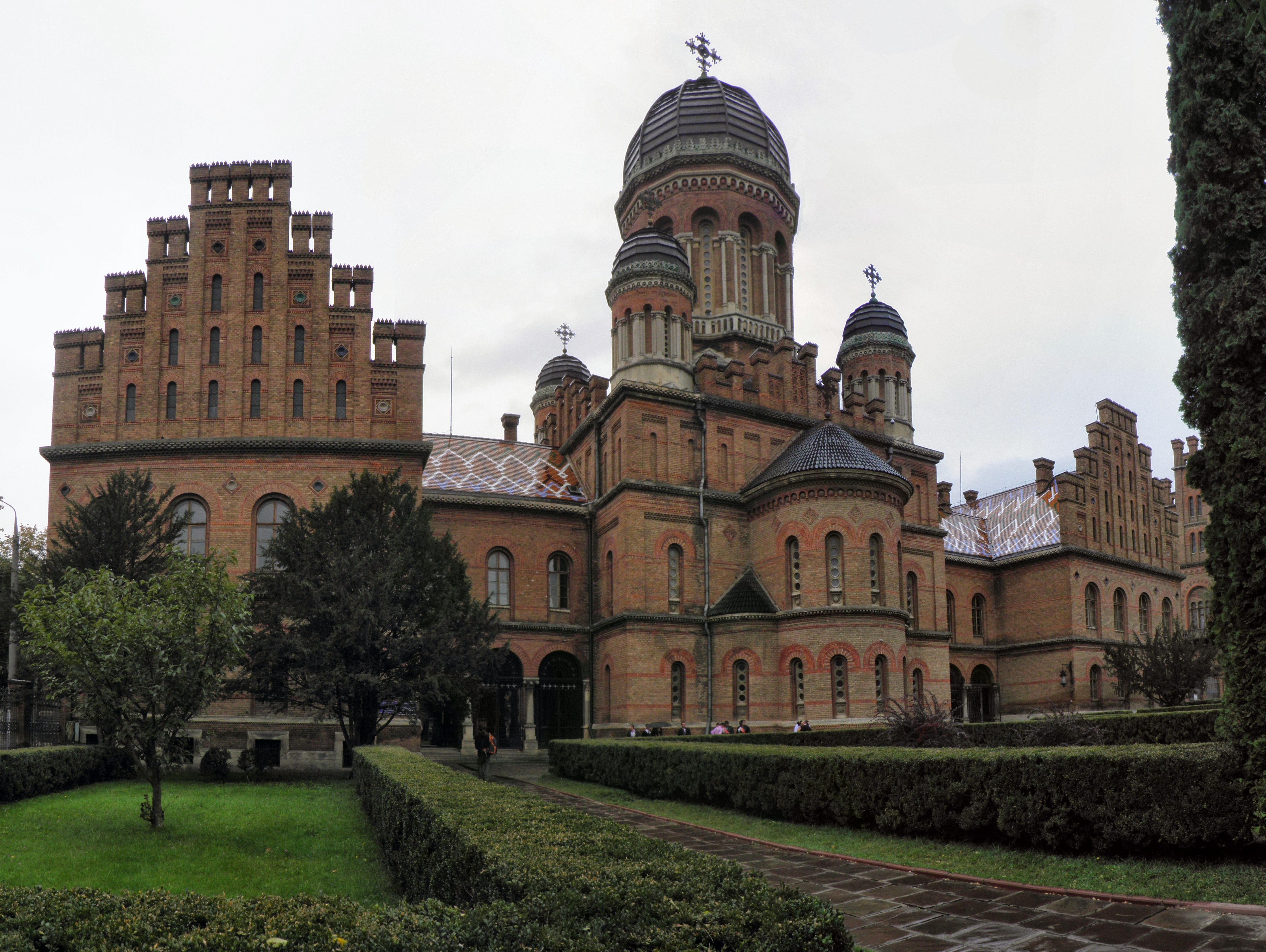
Семінарський корпус
Семінарський корпус південне крило
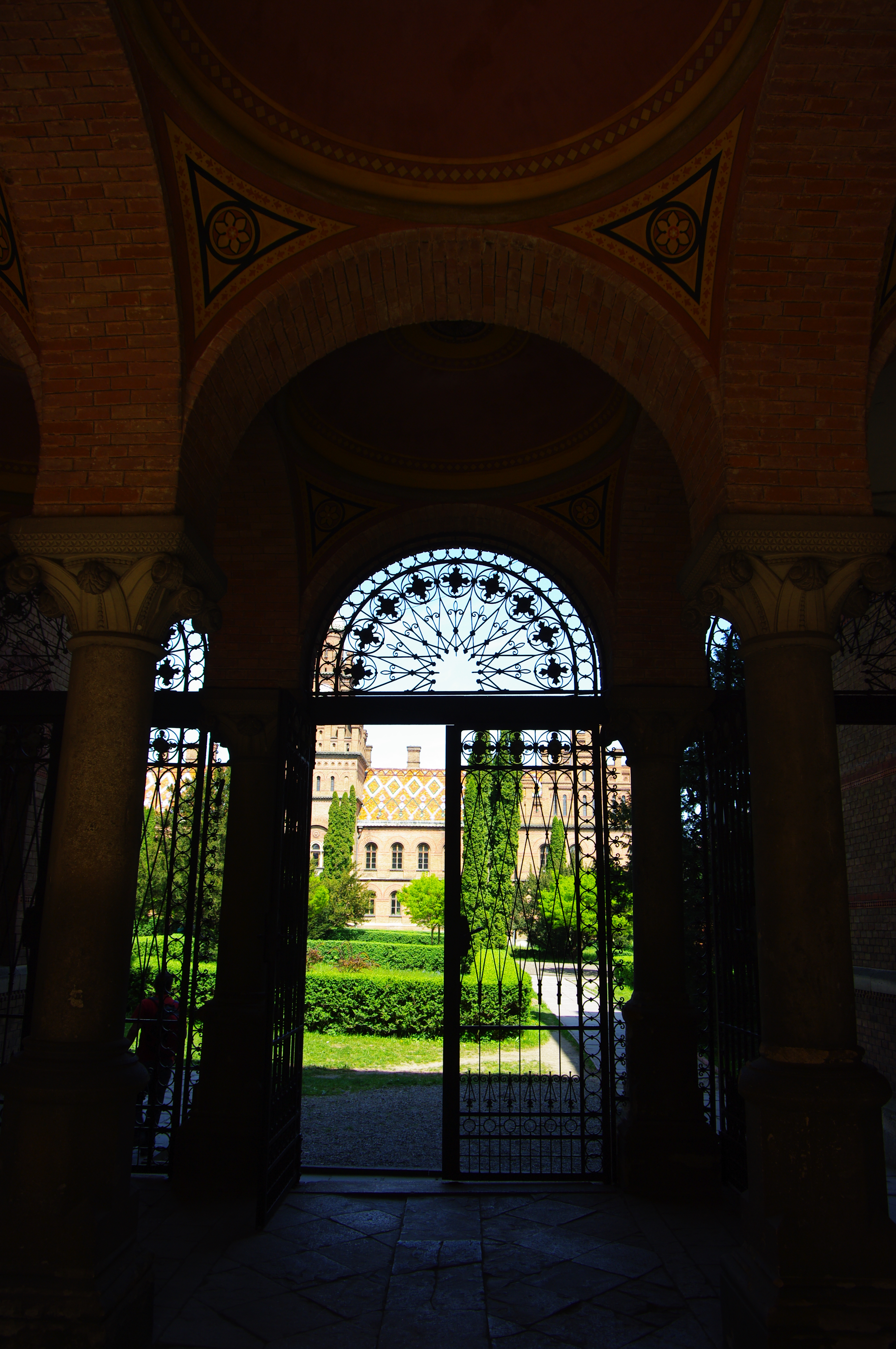
Семінарський корпус вхід до південної галереї
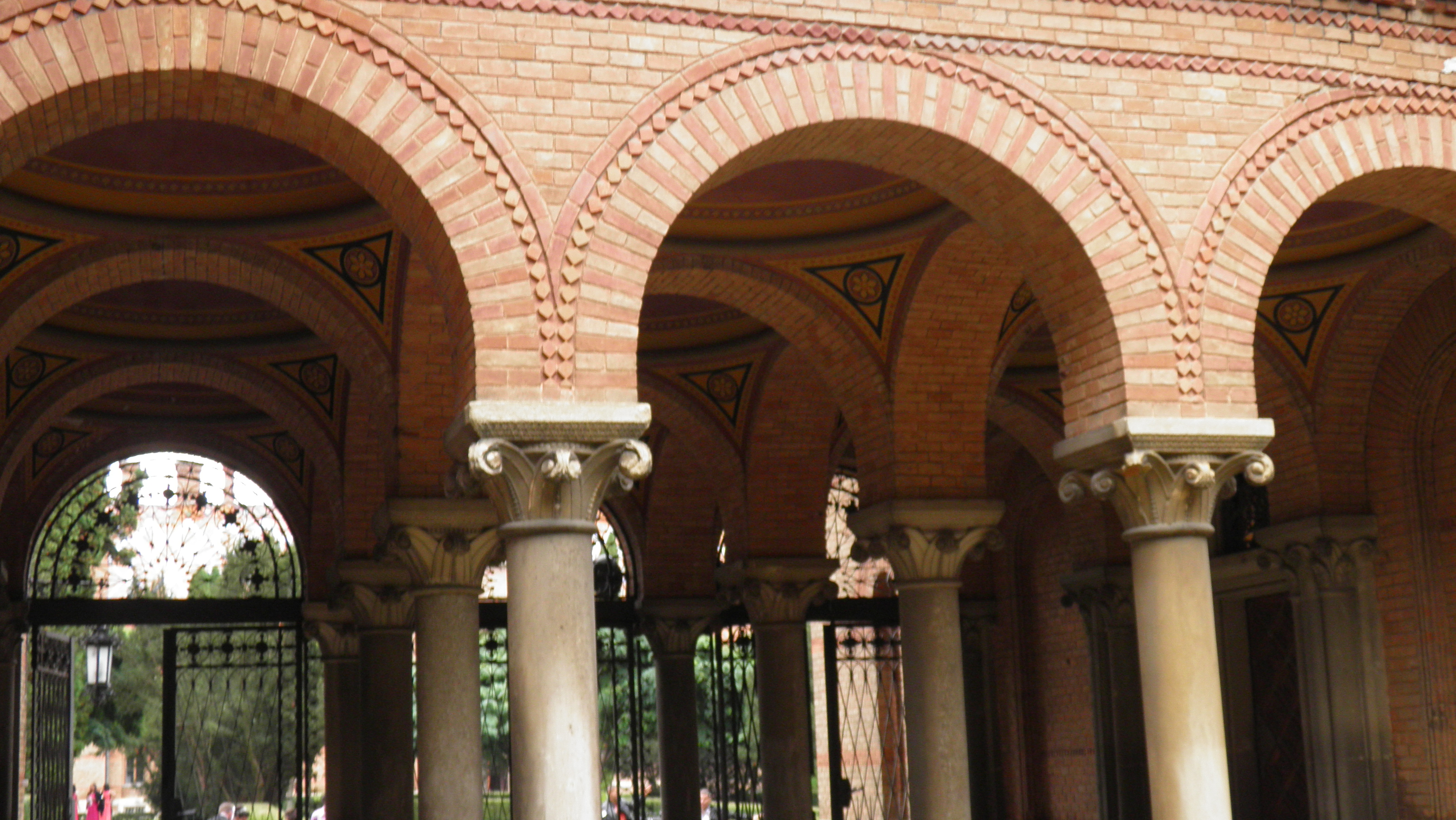
Семінарський корпус галерея та вхід до південного крила
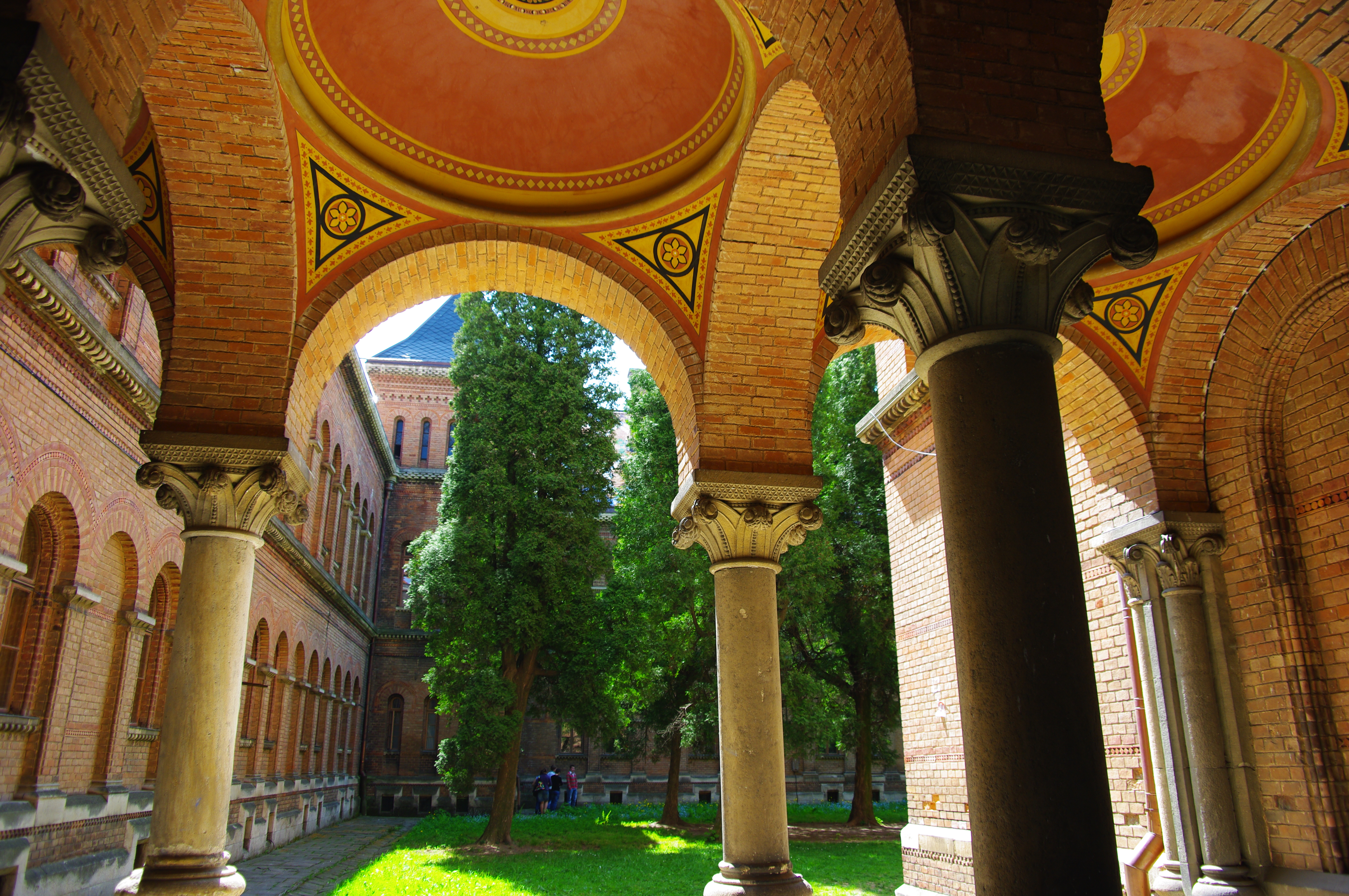
Семінарський корпус південне крило, південно-західна башта, західне крило
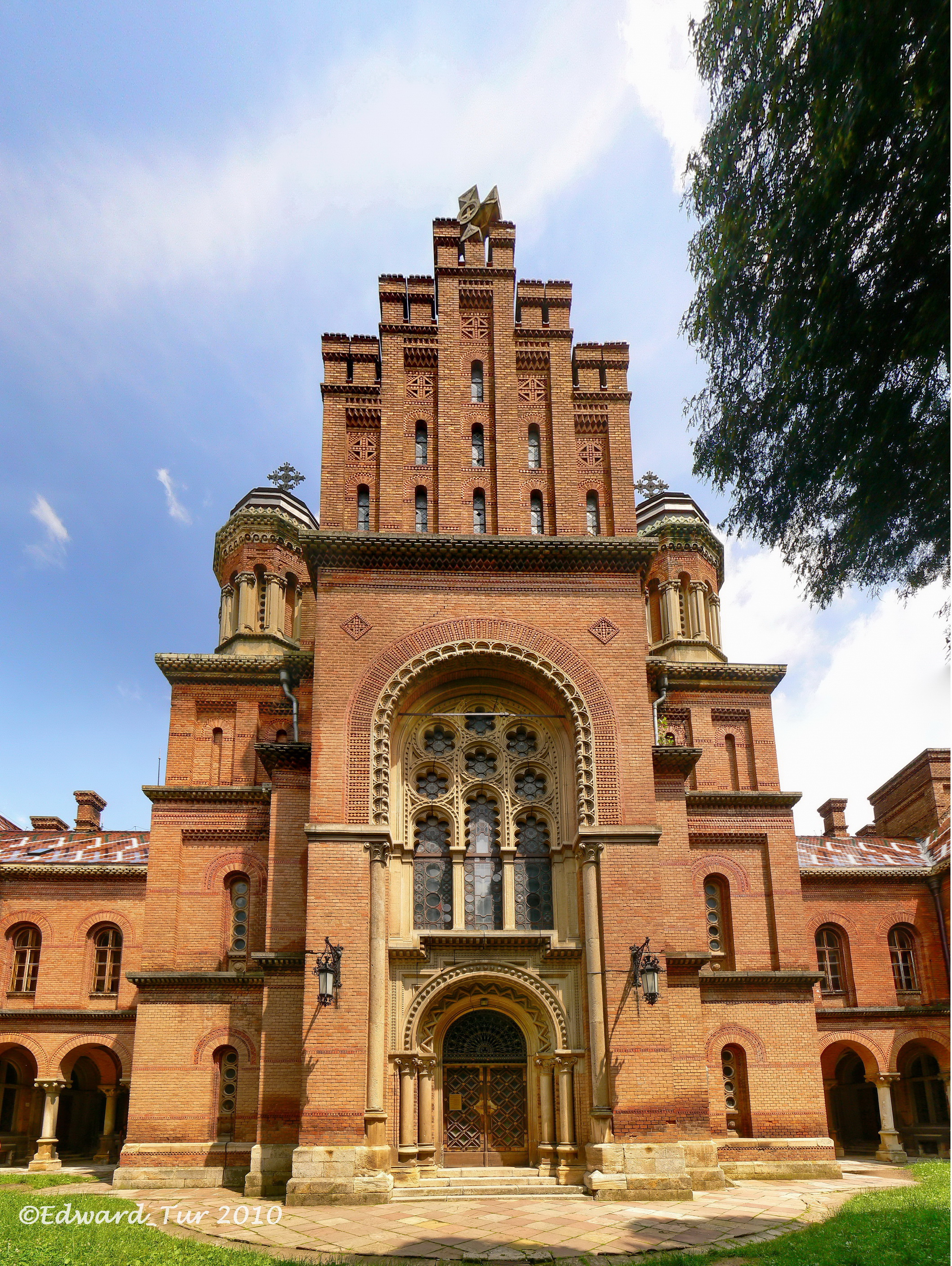
Трьох-Святительська церква
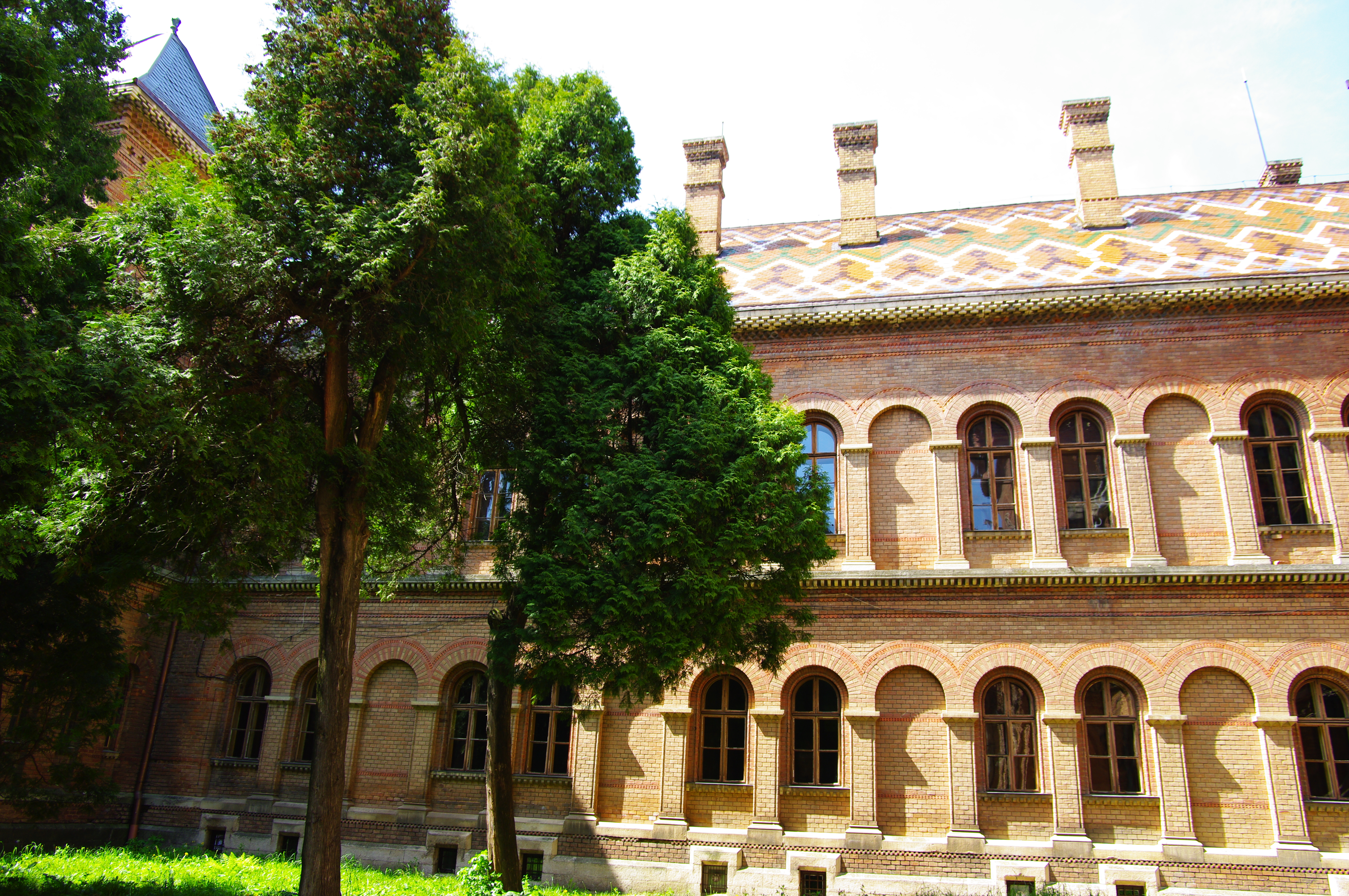
Семінарський корпус північно-західна башта та північне крило внутрішній дворик
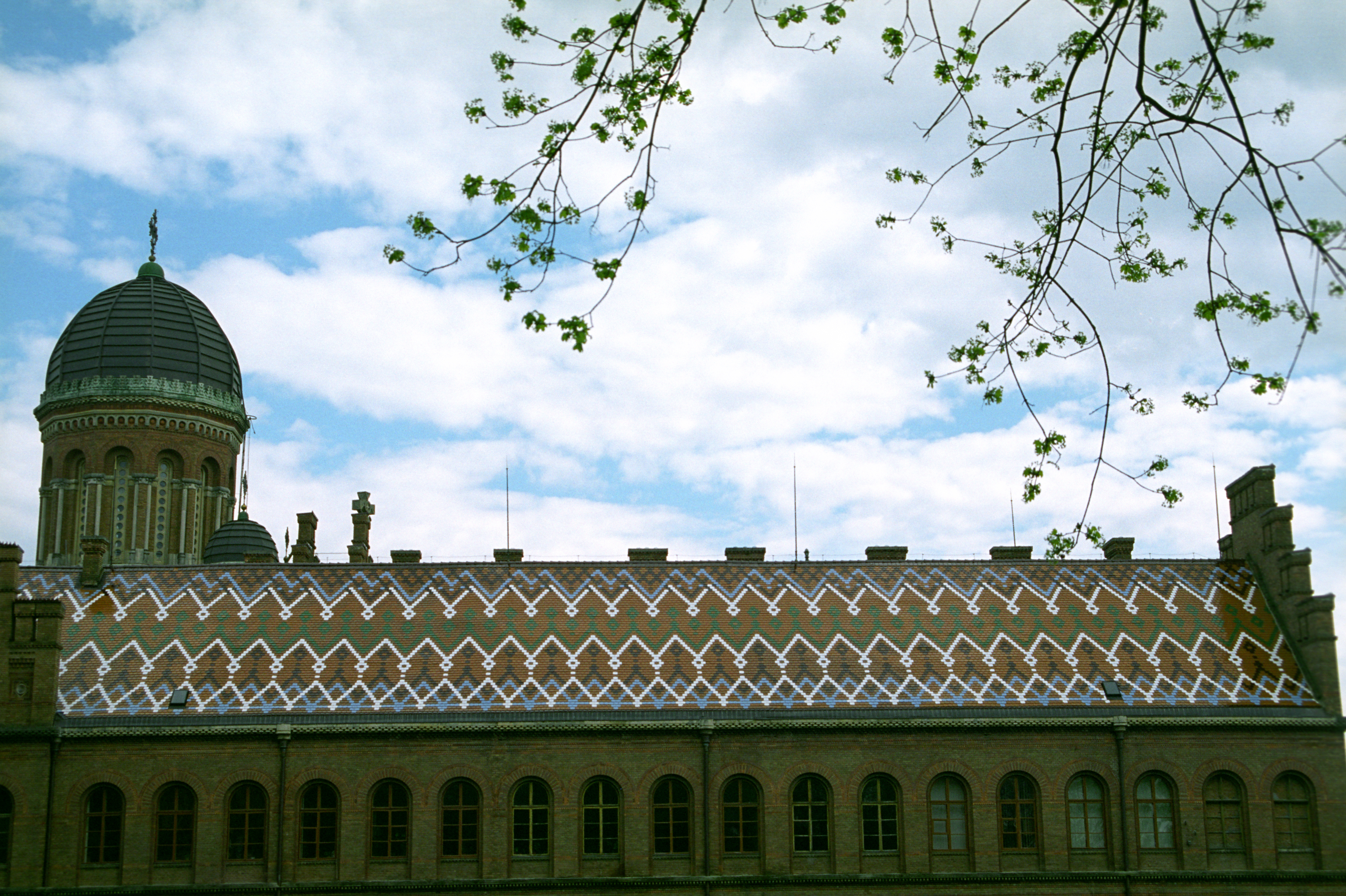
Семінарський корпус північне крило
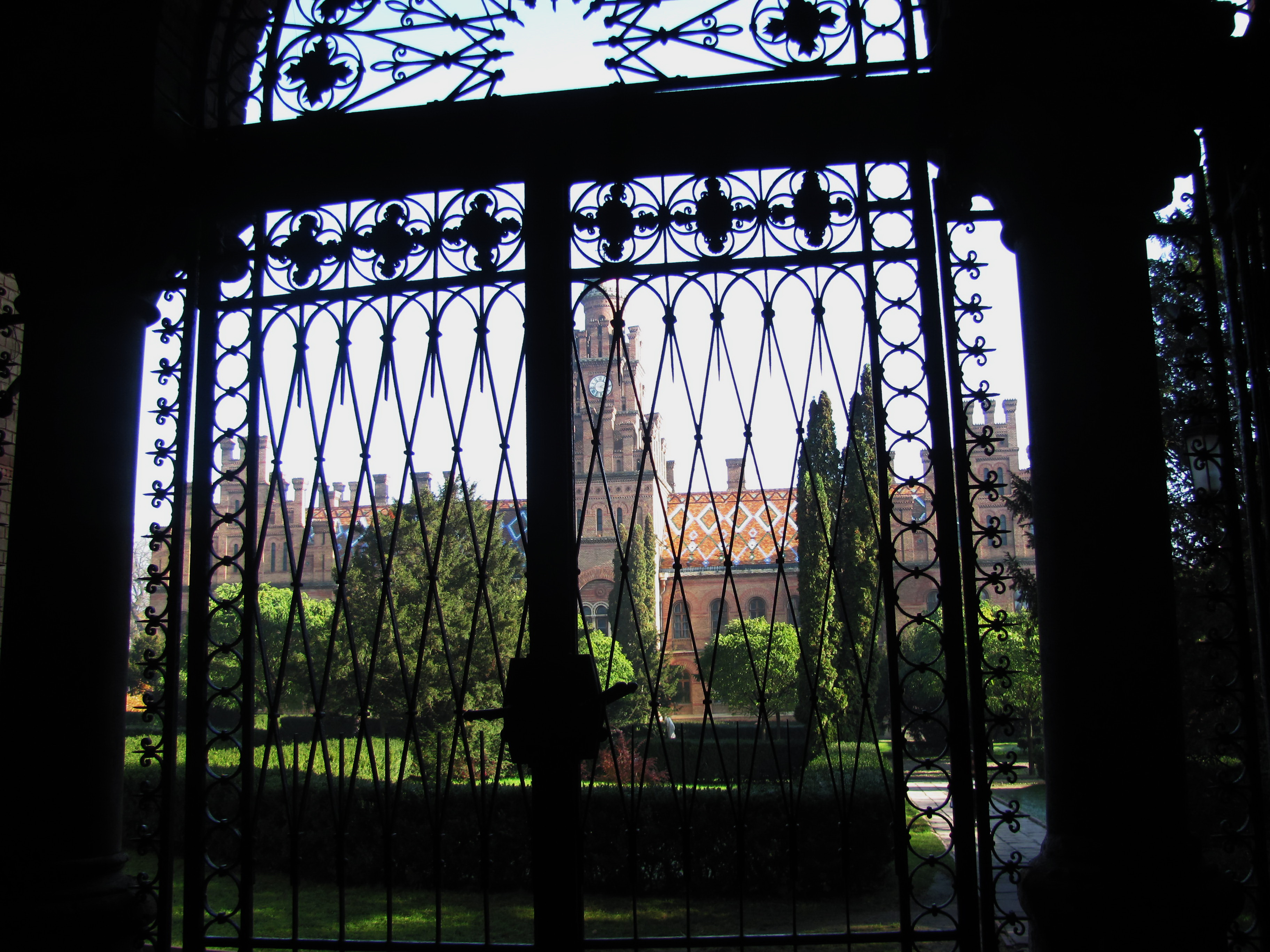
Семінарський корпус брама північної галереї
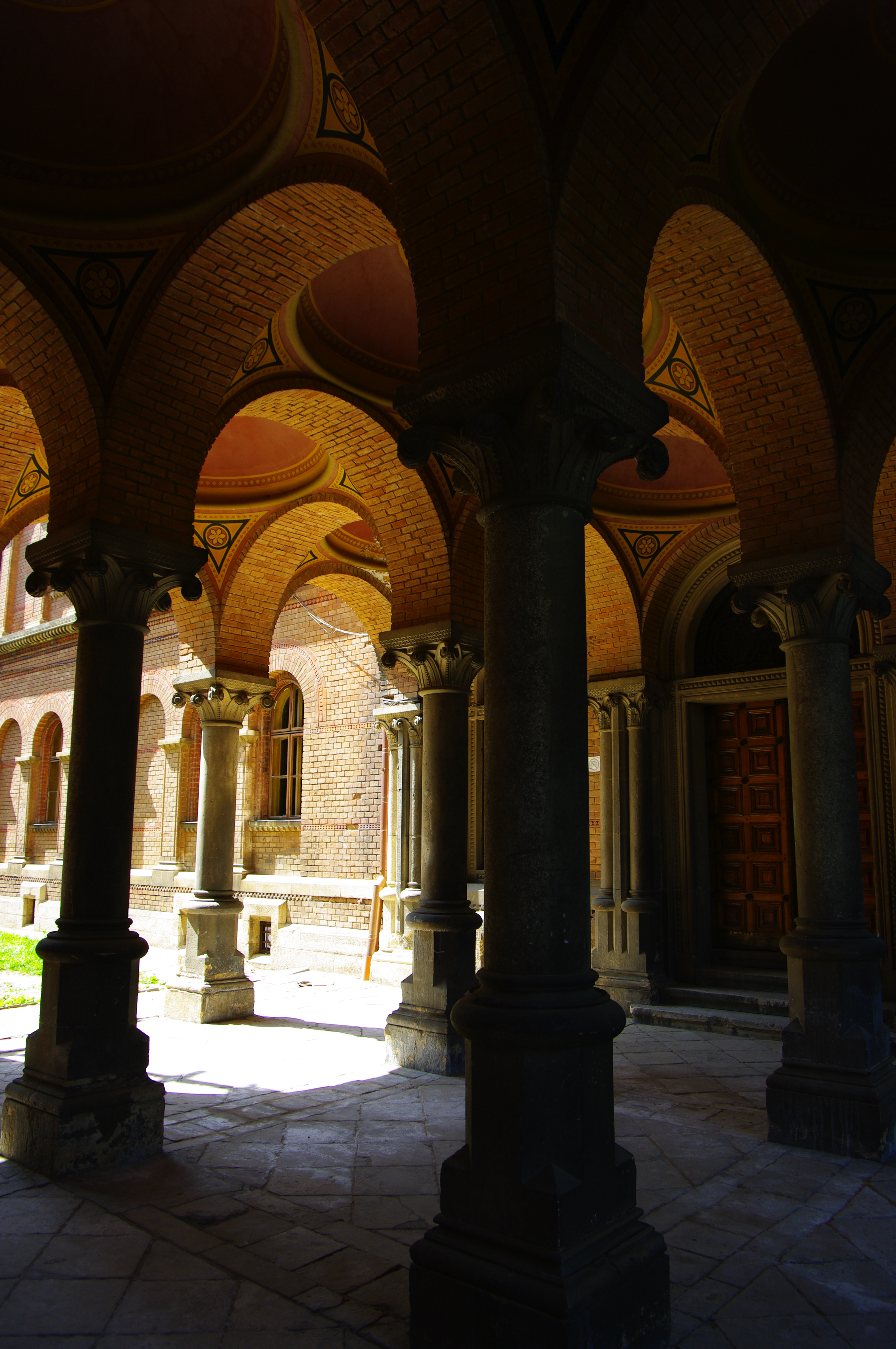
Семінарський корпус галерея та вхід до північного крила

### Монастирський корпус

Монастирський корпус

Монастирський корпус (інші назви — Гостинний корпус, Присвітерій), розташований праворуч від Головної брами є пам'яткою архітектури національного значення (ох. № 778/4) з 24 серпня 1963 року.
У архітектурному плані «Пресвітерій» є двоповерховою спорудою прямокутної форми. Бічні ризаліти витримані у єдиному стилі зі всім комплексом — їхні фронтони з зубцями завершуються візантійськими п'ятиглавіями. Центральна вісь корпусу утворюється граційною багаторівневою баштою квадратної форми, з балконом над парадним входом та чотирма годинниками. Справжньою родзинкою є вінець із зірок Давида, на який спирається вежова маківка з стилізованим хрестом на шпилі. Цим архітектурним рішенням творці підкреслили спадковість православ'я, як і загалом християнства, від біблійної старозавітної традиції, спільної для юдеїв і християн, а також увіковічили пам'ять про грошову допомогу, надану буковинській православній митрополії єврейською громадою міста.
Дах корпусу, орнаментований різнобарвною черепицею, нагадує гуцульський ліжник. Завдяки розташуванню будівлі, у сонячну погоду він виграє всіма барвами.
У різні часи тут розташовувалися дяківська школа, єпархіяльний музей, кімнати для гостей, фабрика з виготовлення свічок, а також чернечі келії.

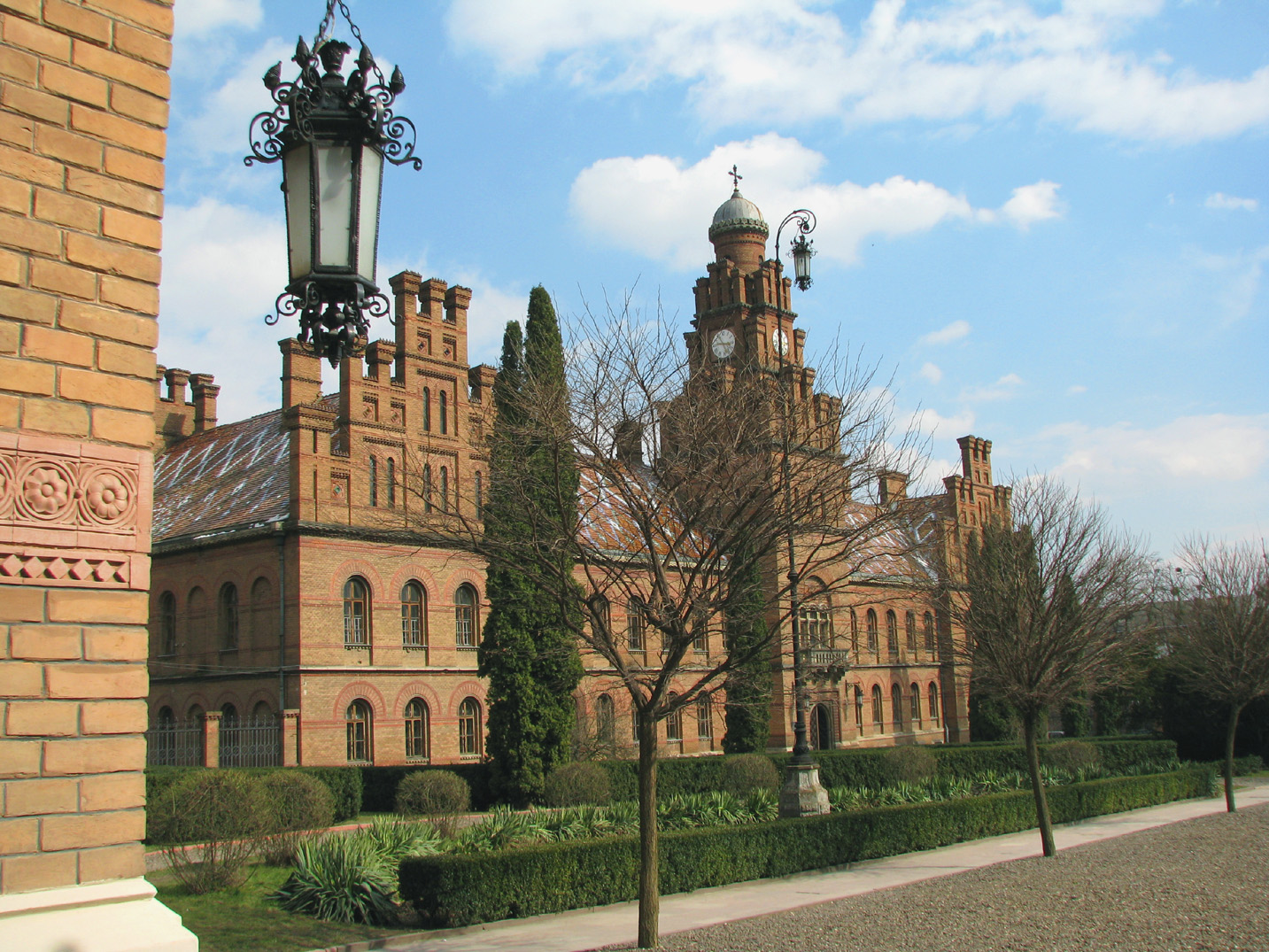
Монастирський корпус (екстер'єр)
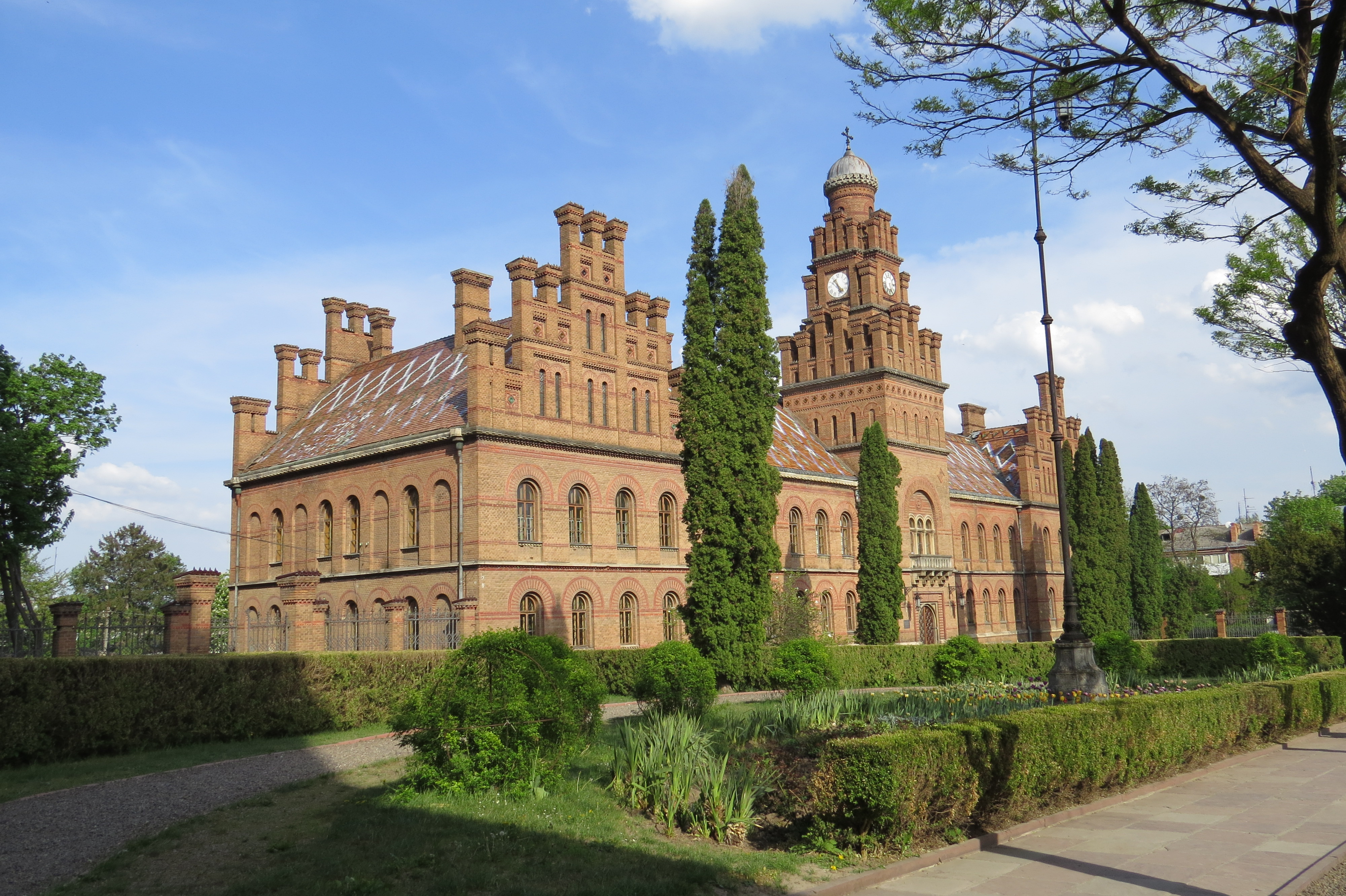
Монастирський корпус (екстер'єр)
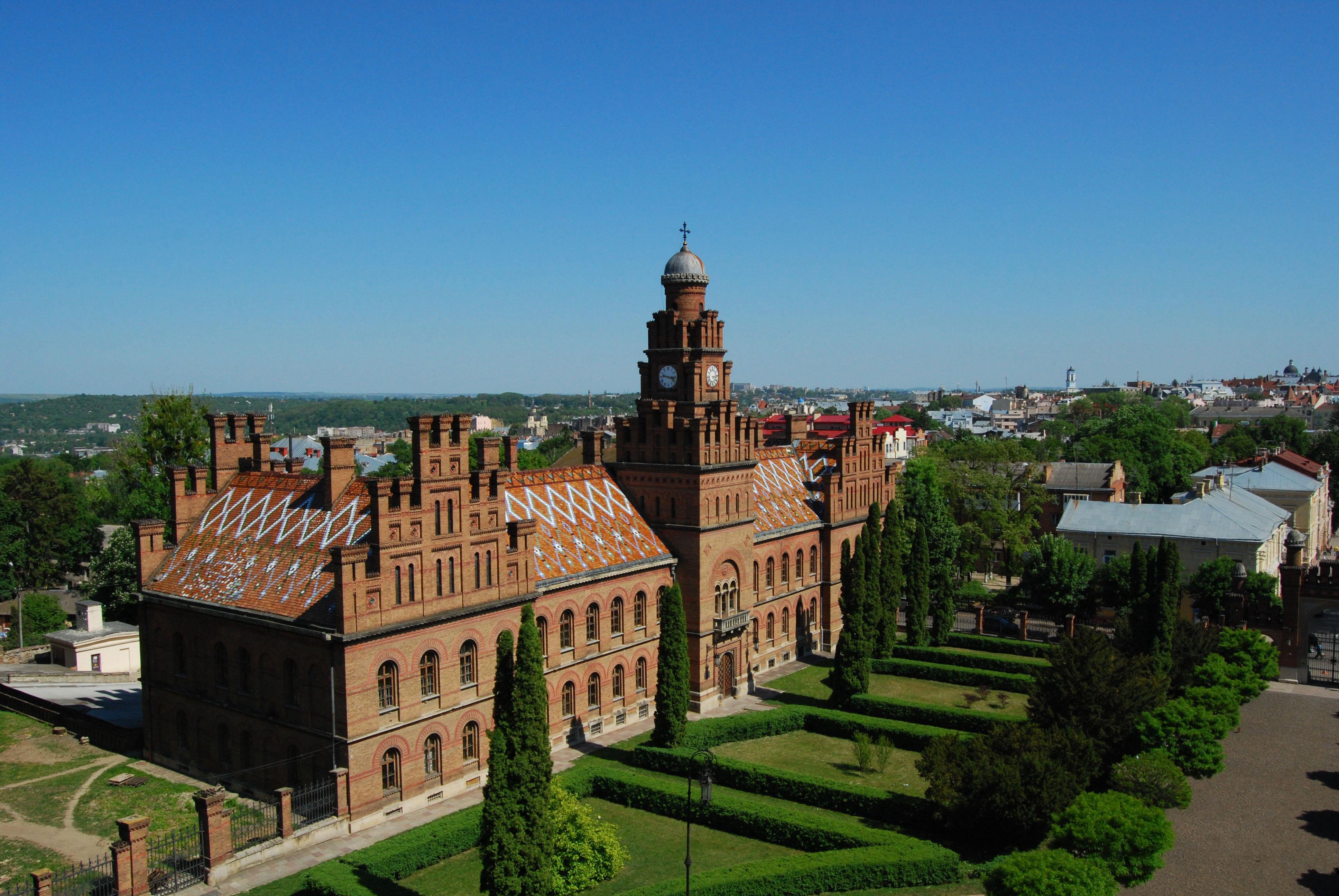
Монастирський корпус (екстер'єр)
Монастирський корпус (екстер'єр)
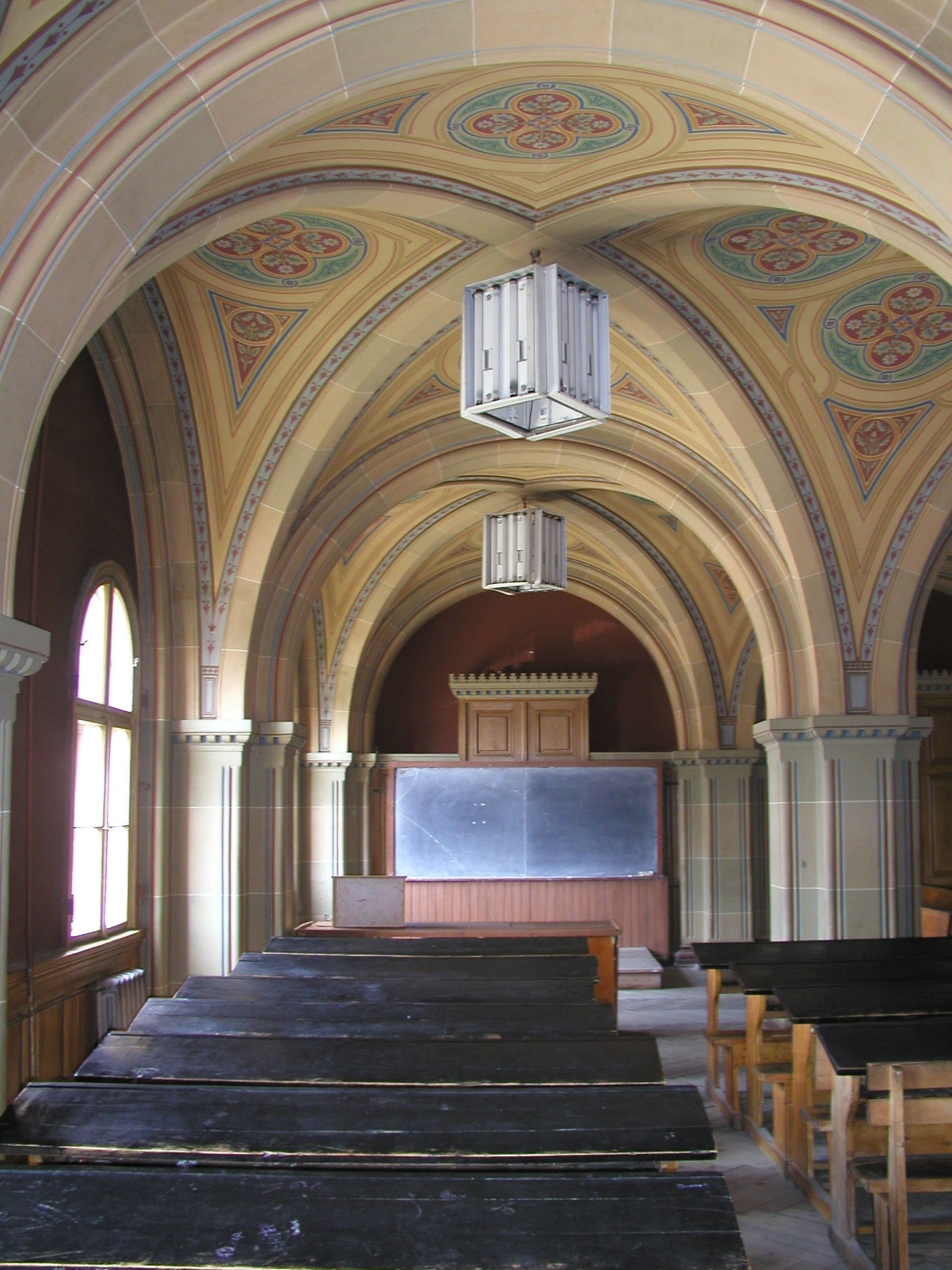
Монастирський корпус (інтер'єр)

### Дендропарк резиденції

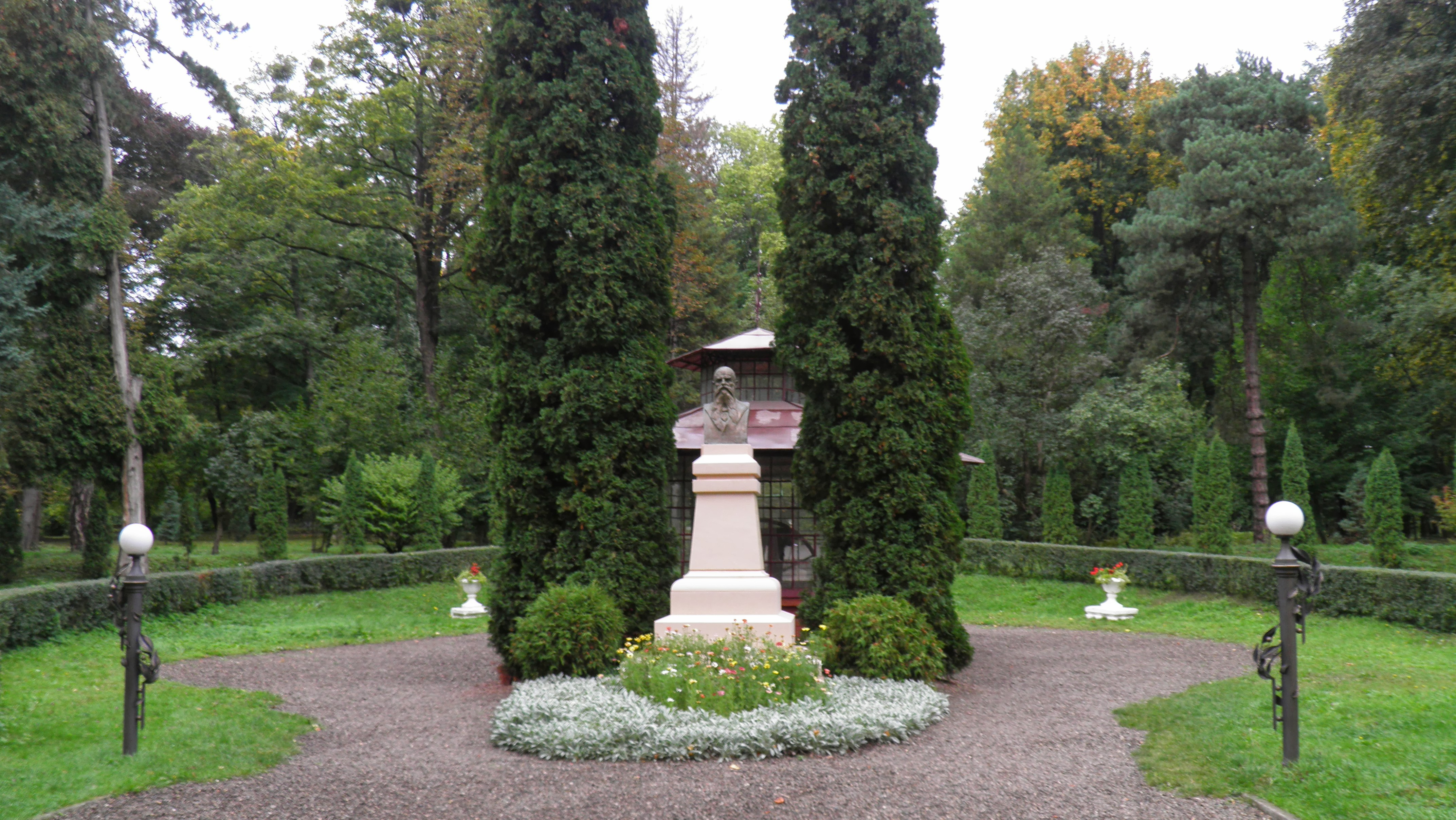
Пам'ятник Йозефу Главці
старовинна криниця, дендропарк

Парк резиденції та паркові будівлі є пам'яткою архітектури національного значення (ох. № 778/5) з 24 серпня 1963 року.
Дендропарк, площею близько 5 га, було сплановано у ландшафтному стилі одночасно з резиденцією. Доглядали за ним найкращі садівники з обов'язковою вищою освітою. Його початком є природний майданчик із дивовижними пірамідальними туями, у центрі якого встановлено бронзове погруддя Йозефу Главці. За ним, пересохлий в 1970-х роках, дев'ятиметровий колодязь, у якому колись була мінеральна вода. Поруч росте стара ялина — ровесниця парку. Біля неї — два фонтани.
Далі починається вже безпосередньо парк, де поряд з екзотичними видами дерев ростуть клени, дуби, липи, граби. Посаджені по периметру, вони створюють суцільну захисну смугу, що забезпечує повну ізоляцію й створює відчуття абсолютного спокою.
Центральна алея впирається у невеличкий ставок, навколо якого ростуть плакучі верби, магнолії Суланжа та катальпи. Вже звідси алеї розходяться у різних напрямках з асиметричною посадкою дерев, відкритими галявинами, затишними боскетами. До дивовиж парку відносять тюльпанове дерево, яке розцвітає в червні, а також «триногу» яблуню. Її крону було нащеплено одразу на дві сусідні підщепи, які утворили разом з прищепою таке ботанічне диво. Найстаршим деревом парку є 130-літній бук.
До сьогодні збереглися більшість декоративних елементів в оформлені: штучні гірки, садові лави, скульптури. Трохи далі, за деревами ховається штучний кам'яний грот, призначення якого породило чимало легенд — від місця «ув'язнення» провинних студентів теологічного факультету до входу у підземний перехід аж до залізничного двірця. Деякі стверджують, що тут тримали ведмедя. Колись парк населяли павичі та козулі. Сьогодні ж найекзотичнішими мешканцями залишились білки та сови.

### Резидентський мур

Огорожа резиденції

Практично вся територія Резиденції митрополитів Буковини і Далмації огороджена майже триметровим глухим муром, який за кольоровою гамою та архітектурними елементами витриманий у єдиному стилі зі всім комплексом.
Південно-західний та південно-східний кути огорожі збігаються з одноповерховими господарськими спорудами, від яких мур продовжується до стилізованих брам у «західний» та «східний господарський двір». Далі огорожею виступають бічні фасади Семінарського корпусу і Присвітерію.
Огорожа курдонера є напівмурованою. Від Митрополичого палацу до корпусів на цегляній основі вимуровано колони, між якими встановлено ковані решітки. Зі сторони Пресвітерія розміщено «службову браму», яка використовувалась для під'їзду екіпажів. Такий самий вигляд має огорожа між Монастирським та Семінарським корпусами — шістнадцять колон — по вісім з кожного боку величної «Головної брами», що має вигляд порталу.

##### Головна брама

Парадна брама резиденції (поч. XX ст.)

Парадна брама резиденції (поч. XXI ст.)

Парадна брама є яскравим відображенням всього архітектурного ансамблю. У її поєднані мотиви західного середньовіччя та екзотика східної архітектури.
Композиція складається з чотирьох веж, дві з яких (центральні) є вищими за бічні. Їхнім завершенням служать куполи-маківки, які є зменшеними копіями «присвітерійських». Щоправда, нині на них відсутні шпилі, що були зняті у другій половині XX ст. Портал брами довершують, обрамлені білим пісковиком, велика (центральна) та дві малі (бічні) арки, в середині яких встановлені ковані ворота.
Над арками вимурувані декоративні щипці, подібні до тих, які прикрашають ризаліти основних корпусів резиденції.
Від початку на фронтон центральної арки було оздоблено буковинським орнаментом. Сьогодні на ньому виведено напис — «УНІВЕРСИТЕТ».
На центральних колонах Парадної брами, поряд з старовинними ліхтарями, встановлено дві фігурні кам'яні дошки. На одній зображено профіль Юрія Федьковича, на іншій — тризуб і напис: «Чернівецький національний університет імені Юрія Федьковича».
На правій колоні розміщено табличку з офіційними даними університету, та дошку, що визначає Резиденцію митрополитів Буковини і Далмації як пам'ятку архітектури національного значення. На лівій — інформацію про включення комплексу до списку світової спадщини ЮНЕСКО.
Центральна частина Парадної брами стала справжнім символом міста та регіону, служить основою для гербів Чернівців та області.

## Сьогодення пам'ятки
З другої половини XX ст. в Резиденції митрополитів Буковини і Далмації розміщено IV, V, VI корпуси Чернівецького університету.
Починаючи з 1990-х років періодично проголошуються ідеї щодо необхідності, якщо не повної реституції, то принаймні передачі комплексу в користування православній церкві. Водночас, на думку фахівців, перешкодою для реалізації подібних намірів є не тільки необхідність перенесення частини університету, а й існуючий розкол в Українській Православній Церкві.

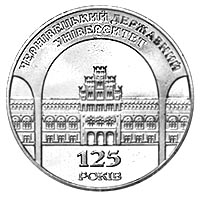
реверс ювілейної монети (2000)

Частковим відновленням історичних традицій можна вважати відродження теологічної освіти в стінах університету. Наказом ректора ВНЗ № 70 від 29 грудня 1993 року було розпочато роботу філософсько-теологічного факультету з богословським відділенням. 18 квітня 2003 року ЧНУ ім. Ю.Федьковича уклав «Угоду про спільну освітню діяльність» з Київською Духовною Академією.

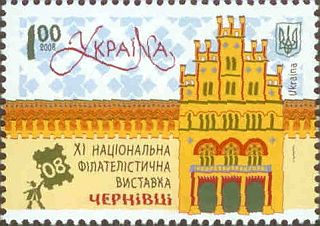
поштова марка (2008)

Нині пам'ятка залишається у розпорядженні Чернівецького університету. Завдяки праці та наполегливості його керівництва вдалося добитися включення архітектурного ансамблю до списку світової спадщини. У зв'язку з цим, 23 березня 2012 року було утворено Центр управління об'єктом ЮНЕСКО.
Крім того передбачено проведення низки заходів, спрямованих на створення зручностей для туристів: обладнання стоянки для транспорту, місць для харчування, сувенірних магазинів. З цією метою створюється «туристичний комплекс» на місці господарського двору університету (майданчик за «IV (семінарським) корпусом»), який перемістять в інше місце. У «V (митрополичому) корпусі» розташовуватимуться музеї університету та виставкові зали. Факультети, які нині там розміщені, перенесуть у інші будівлі.
Створений Історико-культурний центр займається проведенням на території архітектурного ансамблю Резиденції митрополитів Буковини і Далмації щоденних (з 10.00 до 17.00) екскурсій, під час яких є можливість оглянути Храм Трьох Святителів (послухати церковний спів), Мармурову, Блакитну та Червону зали, а також дендропарк, провести фото- та відеозйомку. Відвідувати зали дозволено лише у присутності екскурсовода, в університетську церкву та парк є можливість завітати самостійно. Групи формуються за попереднім записом або безпосередньо на місці. Мовами їх проведення є українська, російська, румунська, польська, німецька, англійська та французька.
Окремі елементи та споруди комплексу регулярно знаходили своє відображення не тільки в геральдиці, але й у нумізматиці та філателії.